# 港区 (名古屋市)
港区（みなとく）は、名古屋市を構成する16区のうちの1つである。名古屋市南西部に位置し、区の南部には日本を代表する国際貿易港の名古屋港がある。名古屋市の区では最大の面積である。

## 概要
名古屋市港区は、名古屋市の南西部、市の中心部「栄」から南へ約10kmの場所に位置する。
区全域を概観すると、海抜ゼロメートル地帯が多い平野部で、区南部は名古屋港に所属する埠頭が占め、名古屋市で唯一伊勢湾に面している。
区内に流れる河川は西から順に弥富市・海部郡蟹江町・飛島村との境界線を流れる日光川・福田川・戸田川・東小川・新川・庄内川・荒子川・中川運河・堀川が縦断し、山崎川・大江川が東海市との境界線を流れ、区の最南東にある天白川が区東部を横断している。
道路は、区の交通の動脈である国道23号と伊勢湾岸自動車道が横断し、鉄道は、名古屋市営地下鉄名港線が区の東部を縦断し、名古屋臨海高速鉄道西名古屋港線（あおなみ線）や、かつてのJR貨物東海道本線の貨物支線（名古屋港線・2024年廃止）跡が区の中域を縦断しているほか、南東部には名古屋鉄道築港線が僅か1区間ながら横断している。
区の繁華街は、名古屋港の中心であるガーデンふ頭から東海3県に初出店で港区最大級でもあるららぽーと名古屋みなとアクルスを擁する名港線東海通駅付近までと、かつて存在したショッピングセンター「港品川ショッピングセンター（イオンモール名古屋みなと）」を擁する品川町・寛政町・砂美町界隈の2地域に集中する。
西部の大半は、水田が広がる穀倉地帯が広がり、北部・中域は、住宅・商業施設が大半を占める。
名古屋港を擁する東部・南部・湾岸エリアは、工業地帯だが、ガーデンふ頭・金城ふ頭・潮見町北部などには商業・観光・娯楽施設が存在する。名古屋市16区の中で最も人口密度が低く、唯一5,000人/km2を下回る。

## 地理

### 地形

#### 河川
主な川
- 日光川
- 福田川
- 戸田川
- 東小川
- 新川
- 庄内川
- 荒子川
- 中川運河
- 堀川
- 山崎川
- 大江川
- 天白川

#### 海岸
湾
- 伊勢湾

干潟
- 藤前干潟

### 地域
各町名は、堀川・中川運河・庄内川の3河川で分けた地域と、旧海部郡南陽町の計4区域に分け、五十音順で下記のとおり表記する。
旧港区（堀川より東区域）
- 大江町
- 木場町
- 潮見町
- 七条町
- 昭和町
- 東築地町
- 船見町
- 本星崎町
- 竜宮町

旧港区（中川運河・庄内川間の区域）
- 油屋町
- 惟信町
- 一州町
- 稲永
- 稲永新田
- 入船町
- 入場町
- いろは町
- 遠若町
- 小碓
- 小碓町
- 大手町
- 金船町
- 川西通
- 川間町
- 寛政町
- 金城ふ頭
- 港北町
- 小割通
- 幸町
- 魁町
- 佐野町
- 汐止町
- 潮凪町
- 品川町
- 正徳町
- 正保町
- 新船町
- 十一屋
- 十一屋町
- 神宮寺
- 甚兵衛通
- 砂美町
- 須成町
- 善進町
- 善進本町
- 善南町
- 善北町
- 空見町
- 泰明町
- 高木町
- 多加良浦町
- 築盛町
- 築三町
- 築地町
- 当知
- 当知町
- 土古町
- 中川本町
- 中之島通
- 西川町
- 錦町
- 野跡
- 東土古町
- 宝神
- 宝神町
- 本宮町
- 本宮新町
- 丸池町
- 名四町
- 明正

旧港区（中川運河・堀川間の区域）
- 熱田新田東組
- 熱田前新田
- 入船
- 金川町
- 河口町
- 九番町
- 港栄
- 港明
- 港陽
- 港楽
- 作倉町
- 七番町
- 新川町
- 辰巳町
- 千年
- 千鳥
- 津金
- 東海通
- 西倉町
- 浜
- 港町
- 南十一番町
- 南十番町
- 名港

旧海部郡南陽町（庄内川より西区域）
- 秋葉
- 大西
- 小川
- 川園
- 協和
- 小賀須
- 七反野
- 新茶屋
- 船頭場
- 知多
- 寺前町
- 天目町
- 七島
- 南陽町大字茶屋新田
- 南陽町大字七島新田
- 南陽町大字西福田
- 南陽町大字福田
- 南陽町大字福田前新田
- 南陽町大字藤高新田
- 西蟹田
- 西茶屋
- 西福田
- 畑中
- 八百島
- 春田野
- 東蟹田
- 東茶屋
- 福田
- 福前
- 福屋
- 藤高
- 藤前
- 六軒家

### 人口
| 港区の人口の推移 \| 2000年（平成12年） \| 151,577人 \| \| \| 2005年（平成17年） \| 152,029人 \| \| \| 2010年（平成22年） \| 149,214人 \| \| \| 2015年（平成27年） \| 146,831人 \| \| \| 2020年（令和2年） \| 143,399人 \| \| |           |  |
| 総務省統計局 国勢調査より |           |  |
| 2000年（平成12年） | 151,577人 |  |
| 2005年（平成17年） | 152,029人 |  |
| 2010年（平成22年） | 149,214人 |  |
| 2015年（平成27年） | 146,831人 |  |
| 2020年（令和2年） | 143,399人 |  |

年齢構成
年齢5歳階級別人口
2004年12月1日現在推計人口
総計（単位 十人）
| 年齢     | 人口 |
| -------- | ---- |
| 0 - 4歳  | 758  |
| 5 - 9    | 764  |
| 10 - 14  | 761  |
| 15 - 19  | 837  |
| 20 - 24  | 989  |
| 25 - 29  | 1122 |
| 30 - 34  | 1266 |
| 35 - 39  | 1062 |
| 40 - 44  | 957  |
| 45 - 49  | 896  |
| 50 - 54  | 1071 |
| 55 - 59  | 1162 |
| 60 - 64  | 1054 |
| 65 - 69  | 845  |
| 70 - 74  | 682  |
| 75 - 79  | 471  |
| 80 - 84  | 297  |
| 85 - 89  | 152  |
| 90歳以上 | 84   |
| 年齢不詳 | 30   |

年齢5歳階級別人口
2004年12月1日現在推計人口
男女別（単位 十人）
| 男  | 年齢     | 女  |
| --- | -------- | --- |
| 392 | 0 - 4歳  | 366 |
| 390 | 5 - 9    | 373 |
| 385 | 10 - 14  | 376 |
| 426 | 15 - 19  | 411 |
| 519 | 20 - 24  | 470 |
| 578 | 25 - 29  | 543 |
| 658 | 30 - 34  | 608 |
| 559 | 35 - 39  | 502 |
| 492 | 40 - 44  | 465 |
| 462 | 45 - 49  | 433 |
| 558 | 50 - 54  | 512 |
| 607 | 55 - 59  | 554 |
| 540 | 60 - 64  | 514 |
| 417 | 65 - 69  | 427 |
| 321 | 70 - 74  | 361 |
| 200 | 75 - 79  | 270 |
| 100 | 80 - 84  | 197 |
| 50  | 85 - 89  | 101 |
| 18  | 90歳以上 | 65  |
| 20  | 年齢不詳 | 10  |

- データ出典：統計なごやWed版/ダウンロード/年齢別人口-港区版より
（名古屋市総務局企画部統計課）

### 隣接自治体･行政区
名古屋市の行政区
- 中川区
- 熱田区
- 南区

他の市町村
- 知多市（海上で隣接）
- 東海市
- 弥富市
- 海部郡：蟹江町
- 海部郡：飛島村

## 歴史

### 近世
江戸時代、区域のすべてが尾張藩の領地であり、区の北部から南部は江戸時代初期に、湾岸部は名古屋港の開発により明治末期から昭和中期までに埋め立てによってできた土地である。

### 近代
明治時代
- 1907年（明治40年）- 愛知郡小碓村（千年・熱田新田東組・稲永新田・熱田前新田）を名古屋市域へ編入する
- 1908年（明治41年）- 4区制施行時に、南区として発足する

大正時代
- 1922年（大正11年） - 愛知郡小碓村を南区に編入する

### 近現代
昭和時代（戦前）
- 1927年（昭和2年） - 名古屋港跳上橋（山本卯太郎設計）が竣工される
- 1930年（昭和5年） - 中川運河が竣工される
- 1937年（昭和12年） - 10区制施行時に、港区として発足する

昭和時代（戦後）
- 1946年（昭和21年）7月20日 - 第1回名古屋みなと祭を開催する
- 1955年（昭和30年） - 海部郡南陽町を編入する
- 1959年（昭和34年） - 伊勢湾台風により区の全域が大規模な被害を受ける
- 1964年（昭和39年） - 区内在住の橋元幸吉の所有馬シンザン号が日本ダービーを制覇する（後に五冠馬になる）

### 現代
平成時代
- 1989年（平成元年） - ガーデンふ頭（名古屋港）で世界デザイン博覧会（サテライト名古屋港会場）が開催される
- 1992年（平成4年）- 名古屋港水族館が開館する
- 2000年（平成12年）- 藤前干潟がラムサール条約に登録される
- 2004年（平成16年）- 名古屋港がスーパー中枢港湾に指定される
- 2005年（平成17年）
  - 3月23日 - 名古屋港ガーデンふ頭で名古屋城の金鯱が一般公開される
  - 4月2日 - ガーデンふ頭で名古屋港イタリア村が開村する（2008年5月7日に経営破綻を発表）
- 2017年（平成29年）4月1日 - レゴランド・ジャパンオープン

## 政治

### 行政

#### 行政機関
港区役所のある港明を中心に数多くの施設が各地に点在している。区の西部、春田野に区役所の支所、保健センターの分室がある。

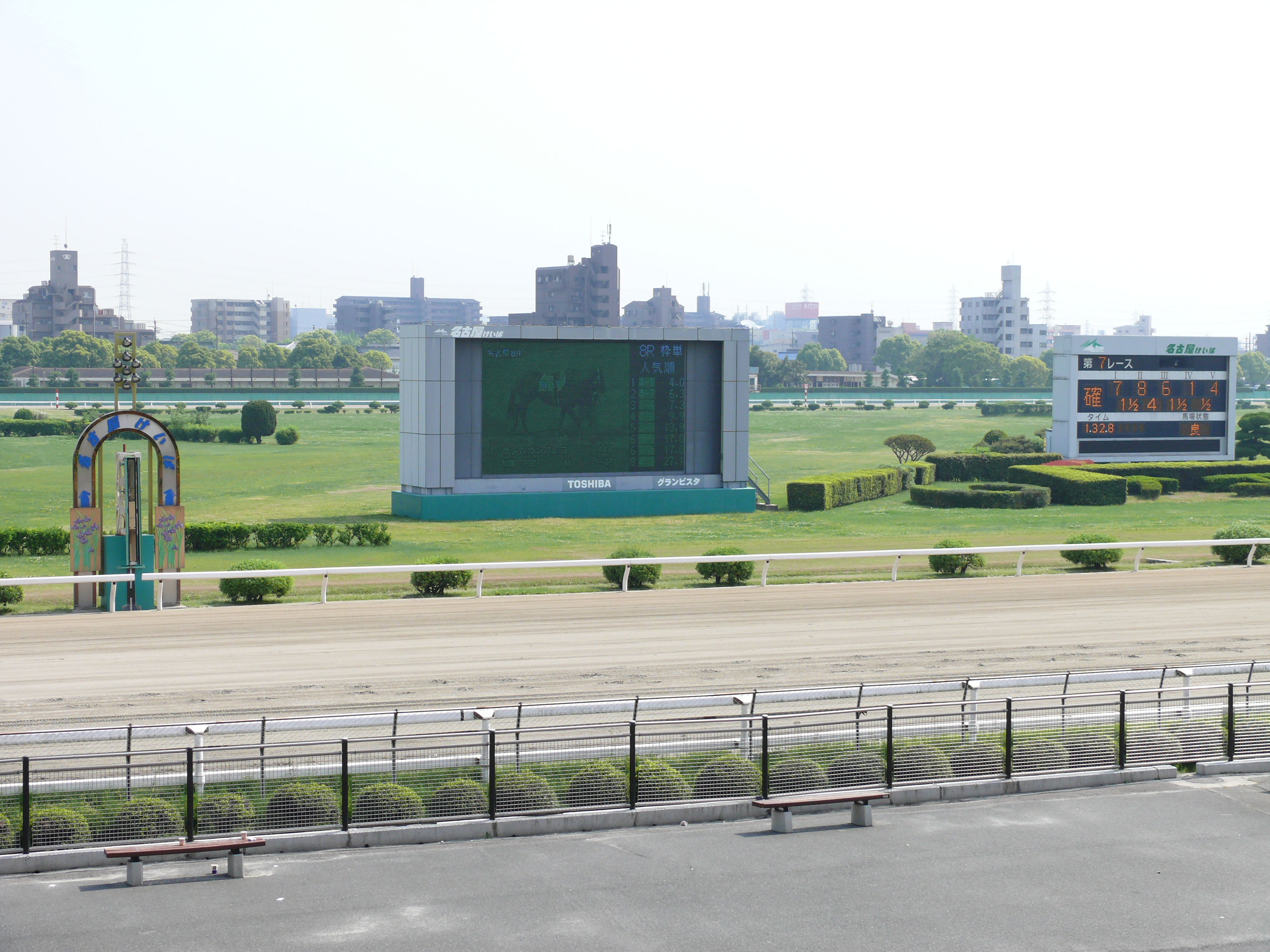
名古屋競馬場

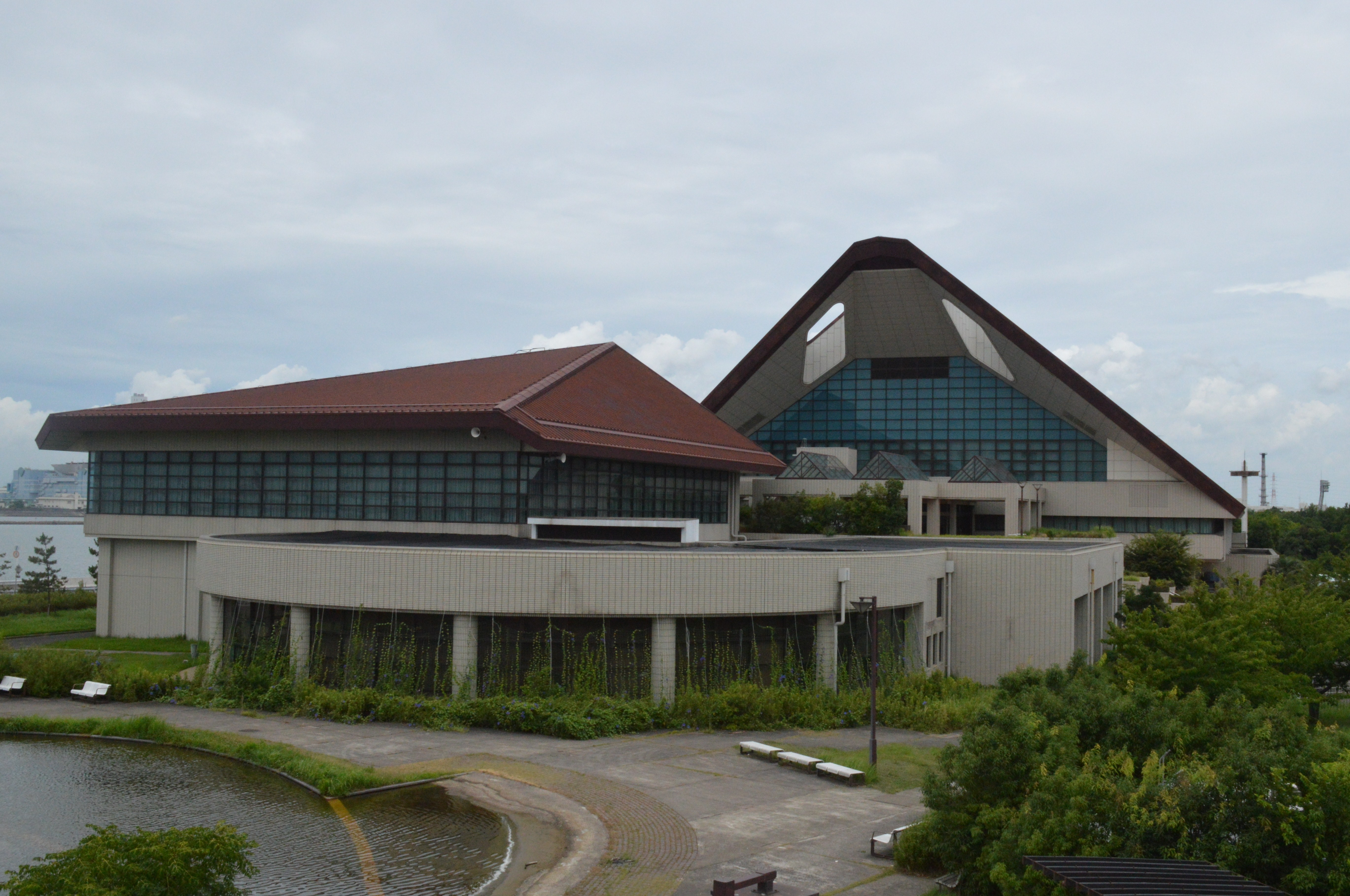
稲永スポーツセンター

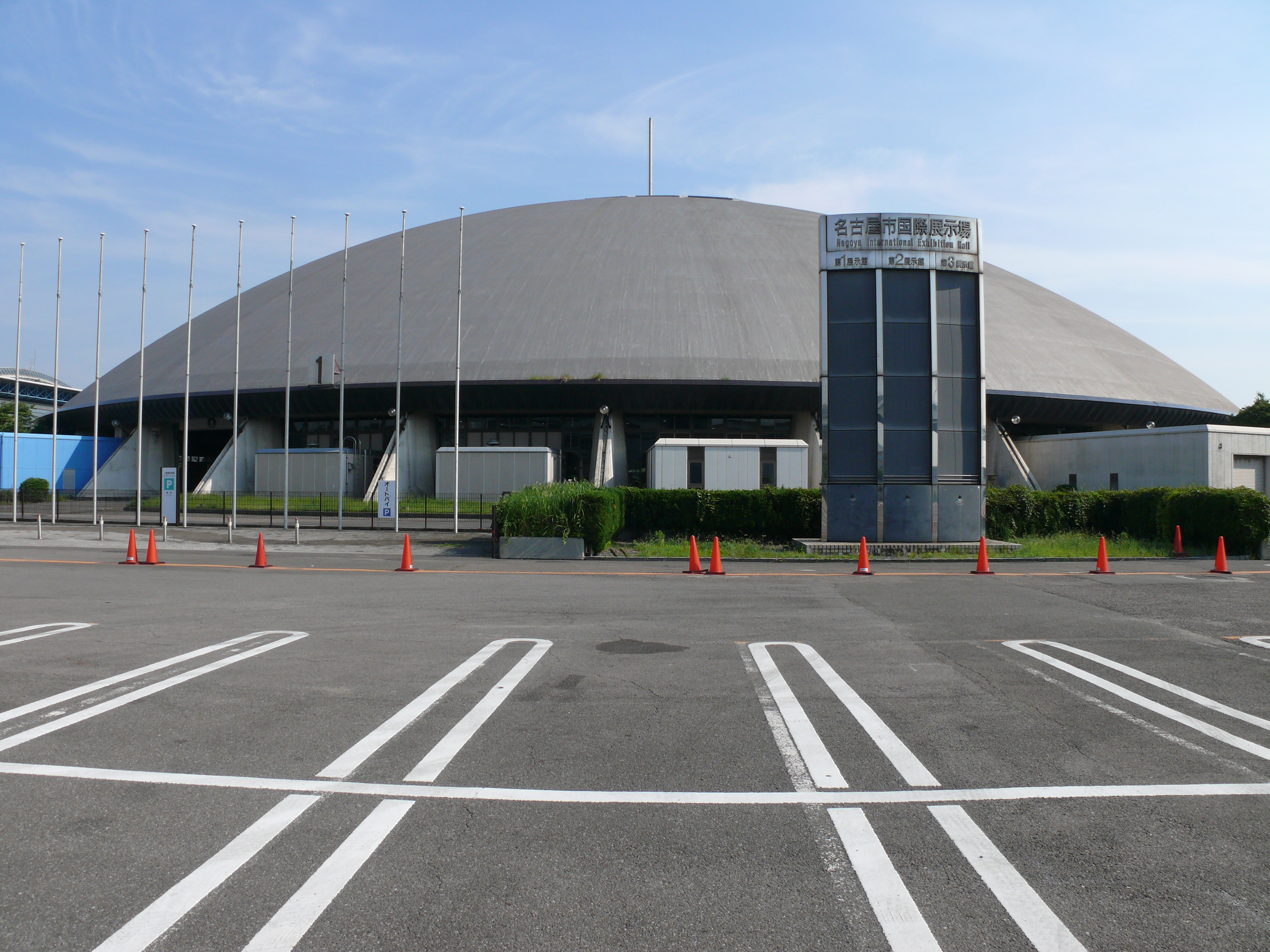
名古屋市国際展示場(ポートメッセ名古屋)

県政機関
愛知県庁
- 愛知県競馬組合 名古屋競馬場
- 愛知県スポーツ振興事業団 愛知県武道館

市政機関
- 名古屋市港区役所
  - 名古屋市港区役所南陽支所
  - 名古屋市港保健センター
  - 名古屋市港保健センター南陽分室
  - 名古屋市港区南陽地区会館
    - 名古屋市港防災センター
- 名古屋市環境局
  - 港環境事業所
  - 港作業場
  - 南陽工場
  - 大江破砕工場
- 名古屋市上下水道局
- 名古屋市緑政土木局
- 名古屋市住宅都市局

  - 野跡駅交通広場
- 名古屋市教育委員会
  - 港図書館
  - 南陽図書館
  - 稲永スポーツセンター
  - 南陽プール
  - 港サッカー場
  - 港南地域スポーツセンター
  - 港北地域スポーツセンター
  - 港明地域スポーツセンター
  - 東港地域スポーツセンター
  - 当知地域スポーツセンター
  - 南陽地域スポーツセンター
  - 南陽東地域スポーツセンター
  - 宝神地域スポーツセンター
- 名古屋市交通局
  - 名港工場（車庫）
  - 築地口駅
  - 東海通駅
  - 名古屋港駅
  - 港区役所駅
  - 港区役所回転場
  - 名古屋港バスターミナル
  - 稲永スポーツセンター回転場
  - 多加良浦回転場
  - 河合小橋回転場
  - 南陽交通広場
  - 名城軌道事務所 東海通保線区
- 名古屋市市民経済局
  - 名古屋市国際展示場（ポートメッセなごや）
  - 港文化小劇場
  - 中央卸売市場 南部市場
  - 築地公設市場
  - 南陽公設市場
- 名古屋市健康福祉局
  - 名古屋市食肉衛生検査所
  - 名古屋市港区社会福祉協議会
  - 港福祉会館
  - きよすみ荘
  - とだがわこどもランド
  - 港児童館

## 出先機関・施設

### 国家機関

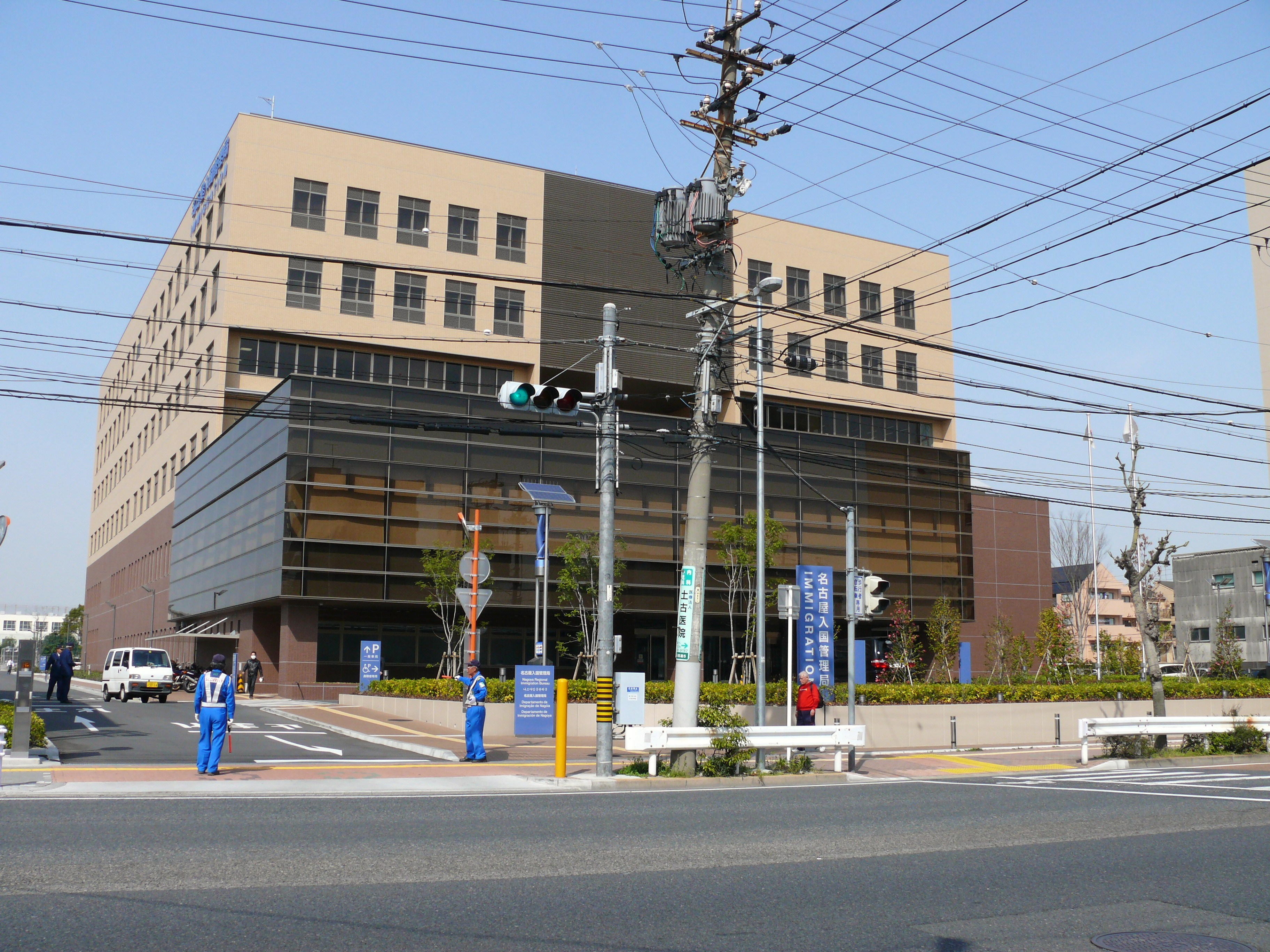
名古屋入国管理局

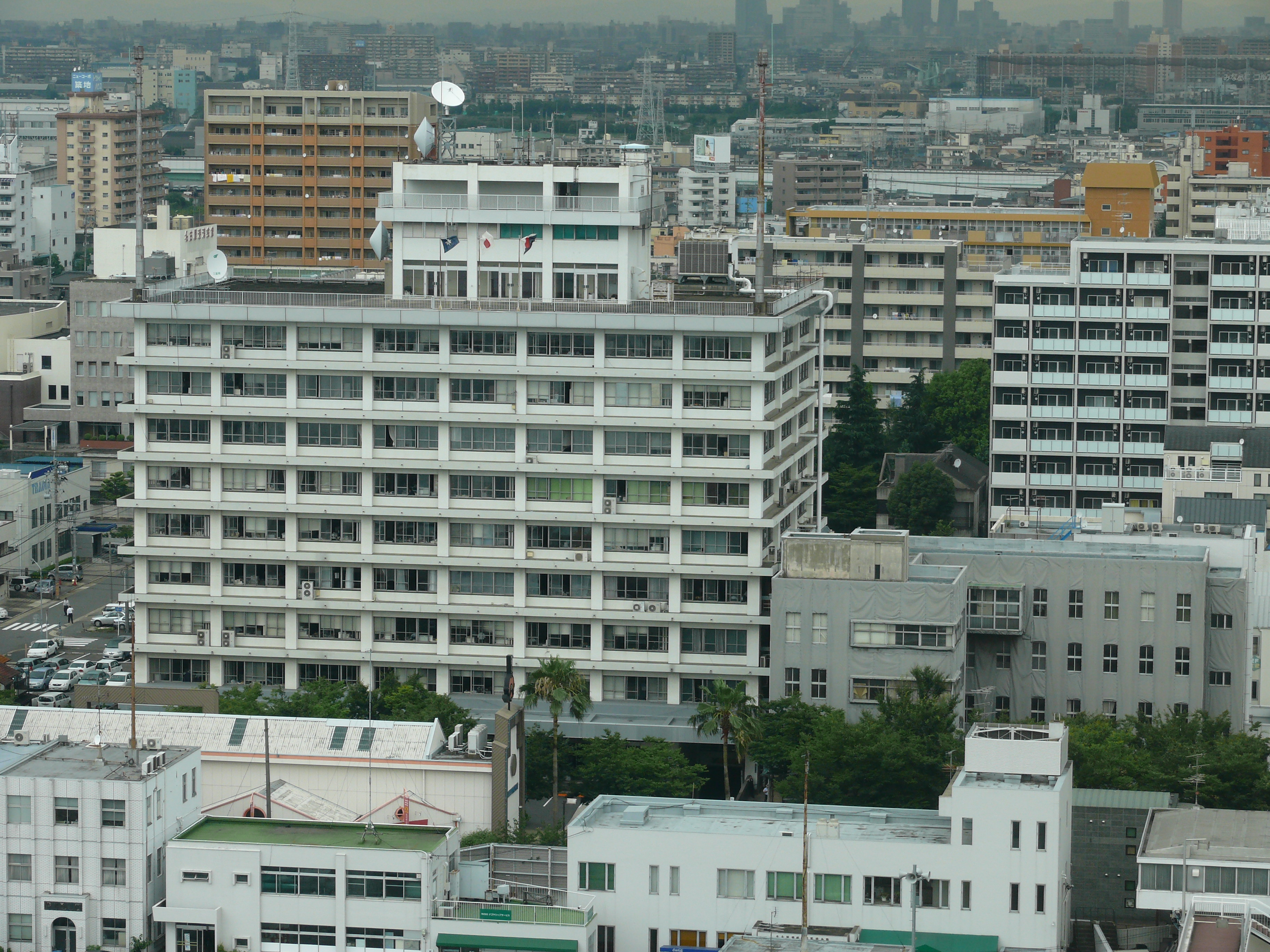
名古屋税関

#### 環境省
- 中部地方環境事務所 名古屋自然保護官事務所

#### 厚生労働省
- 愛知労働局
  - 名古屋南労働基準監督署
- 名古屋検疫所

#### 国土交通省
- 中部地方整備局
  - 港湾空港部
  - 名古屋港湾事務所
  - 名古屋国道事務所 維持第三出張所

海上保安庁
- 第四管区海上保安本部
  - 名古屋海上保安部 灯台課分室
  - 名古屋港海上交通センター

#### 財務省
- 名古屋税関
  - 稲永出張所

#### 農林水産省
- 動物検疫所 名古屋支所
- 名古屋植物防疫所
  - 南部出張所（野跡検疫所）

### 法務省
- 出入国在留管理庁 名古屋出入国在留管理局

### 施設

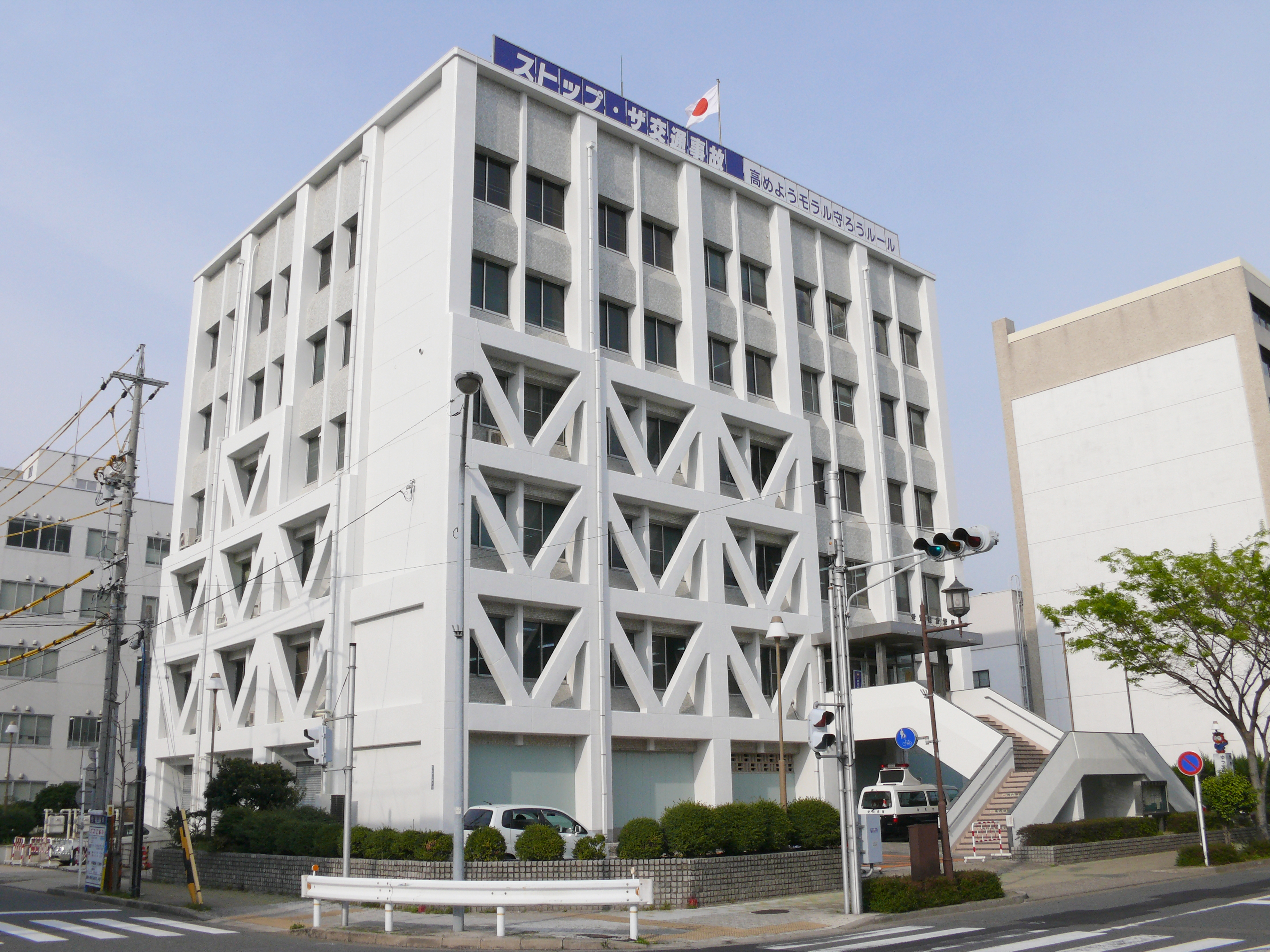
愛知県港警察署

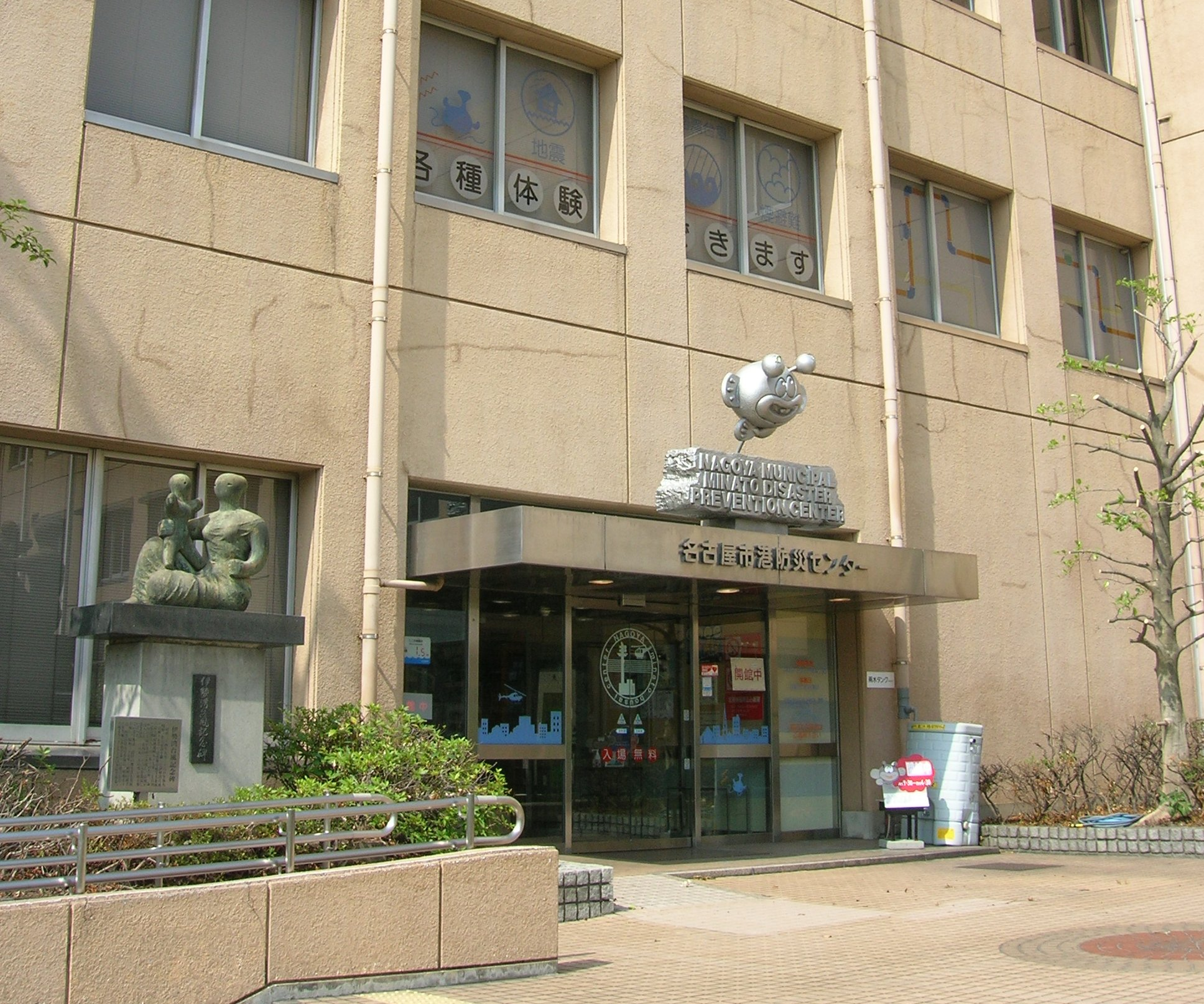
名古屋市港防災センター

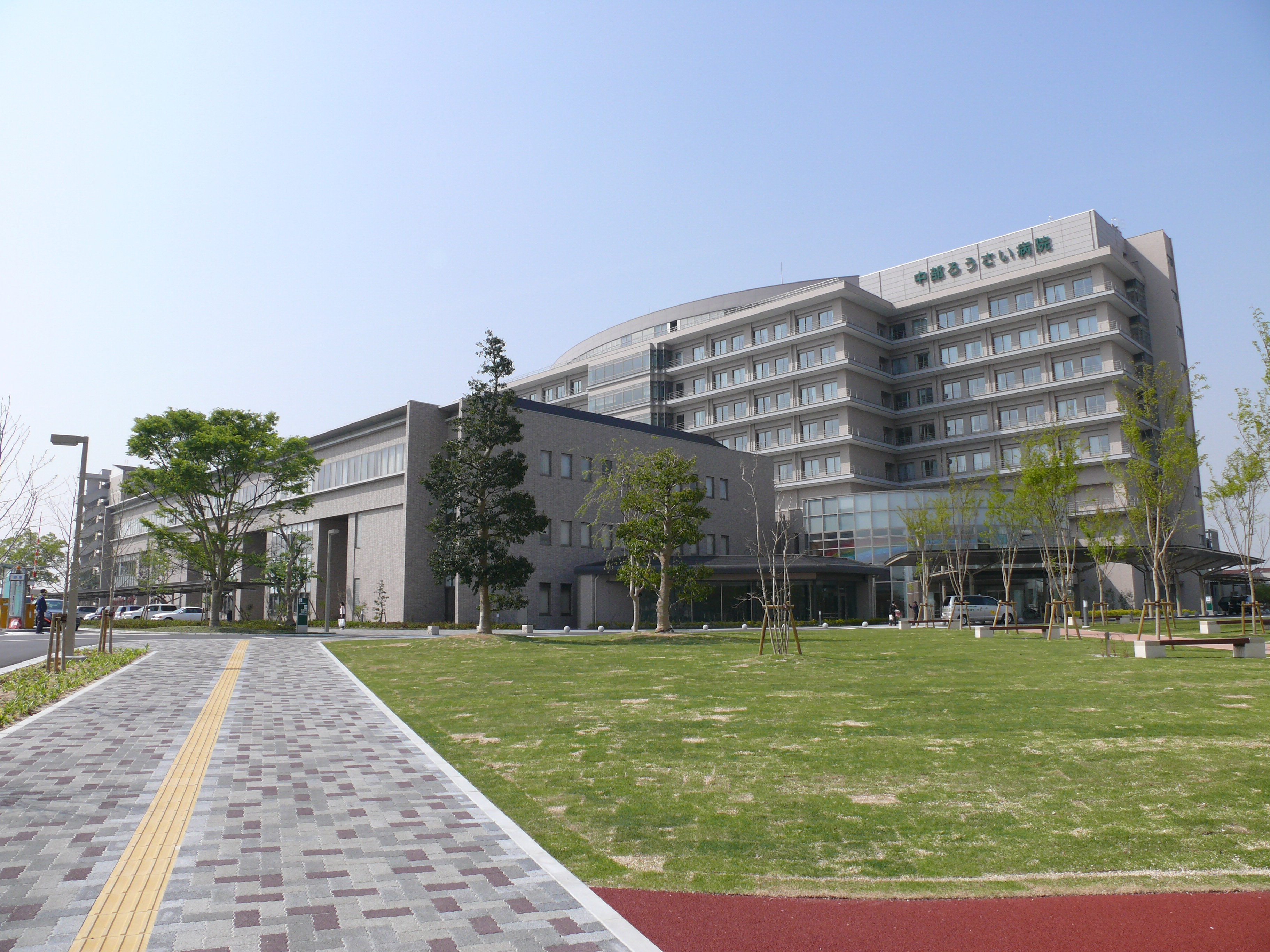
中部労災病院

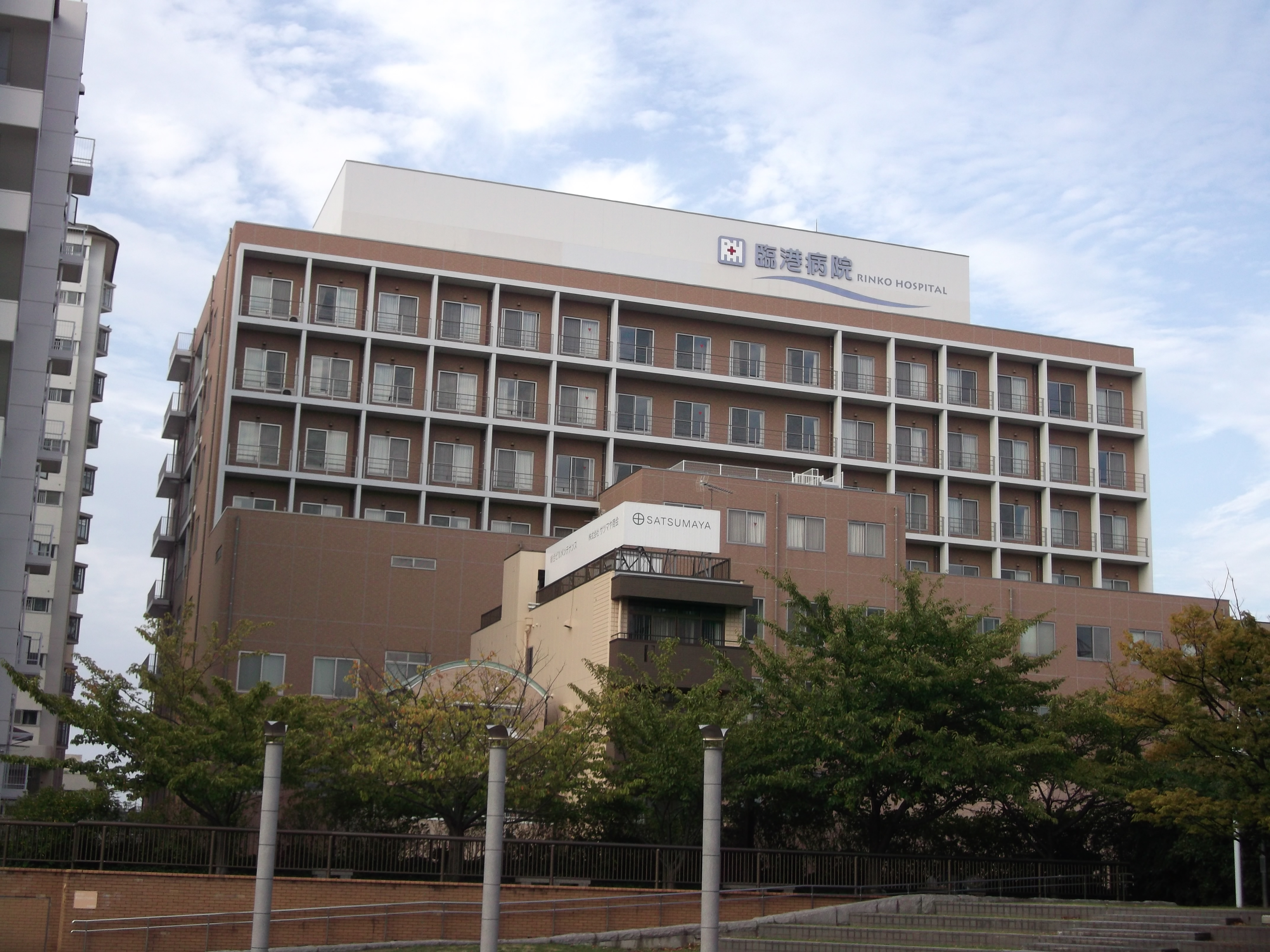
臨港病院

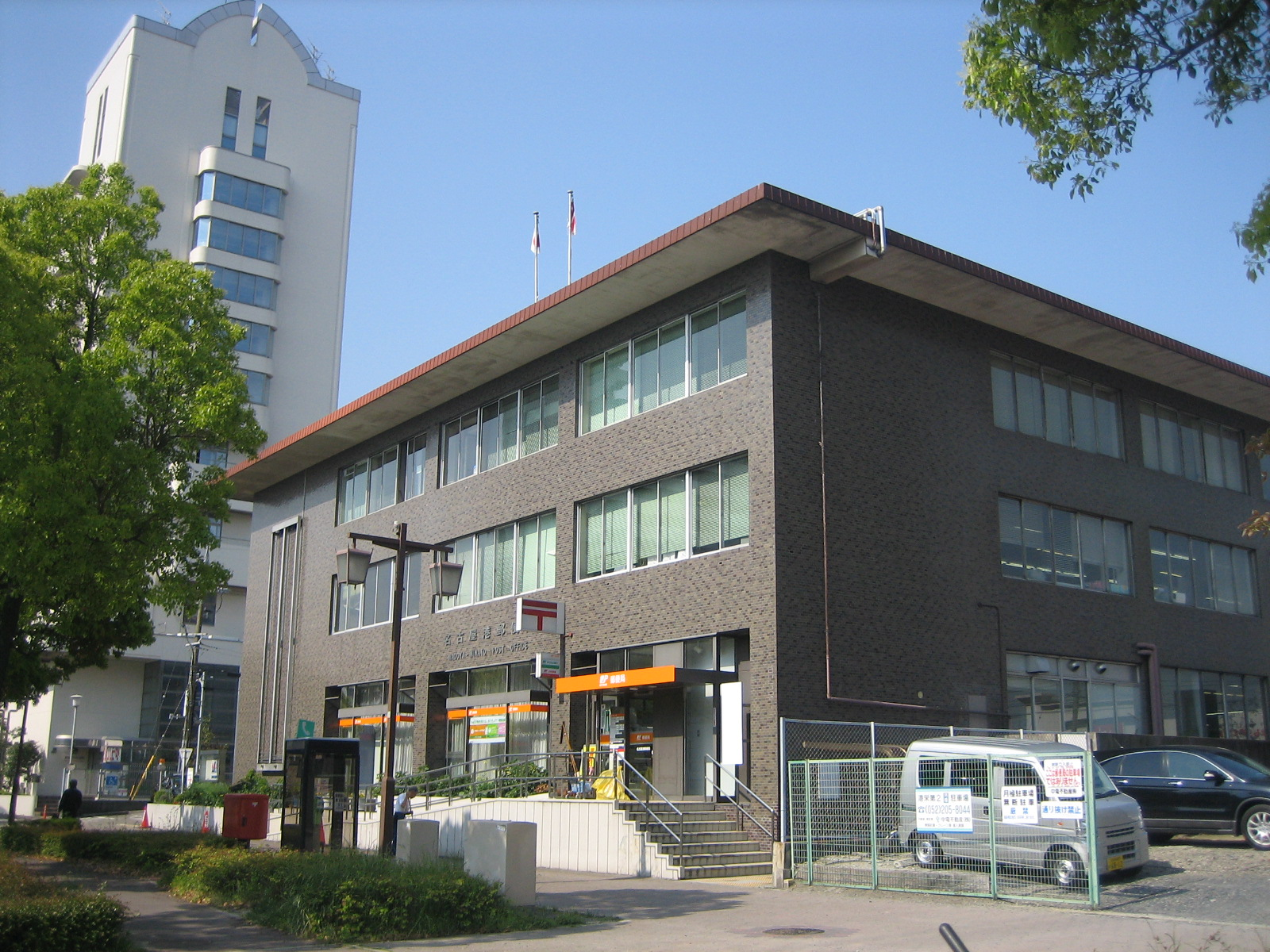
名古屋港郵便局

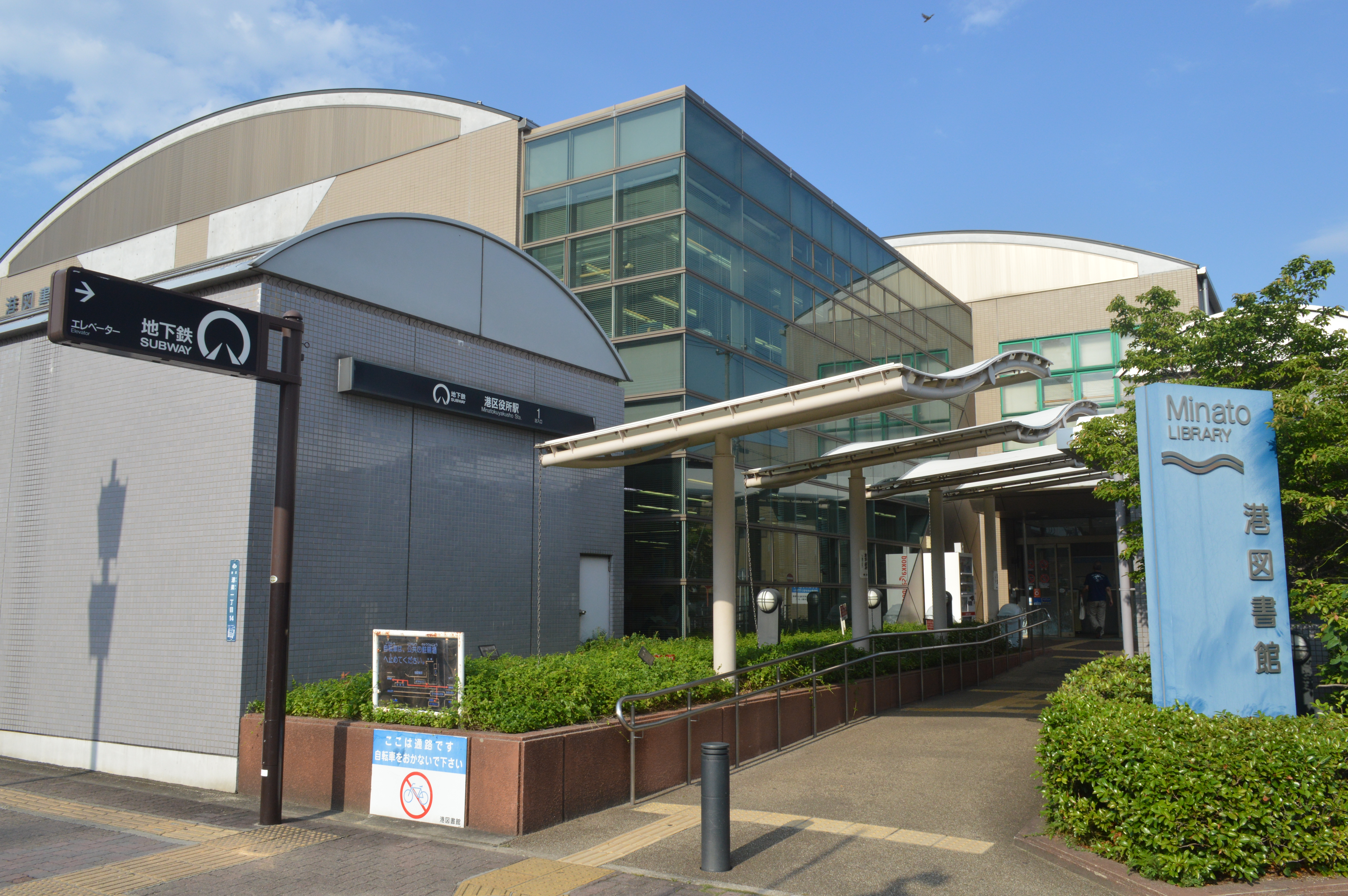
名古屋市港図書館

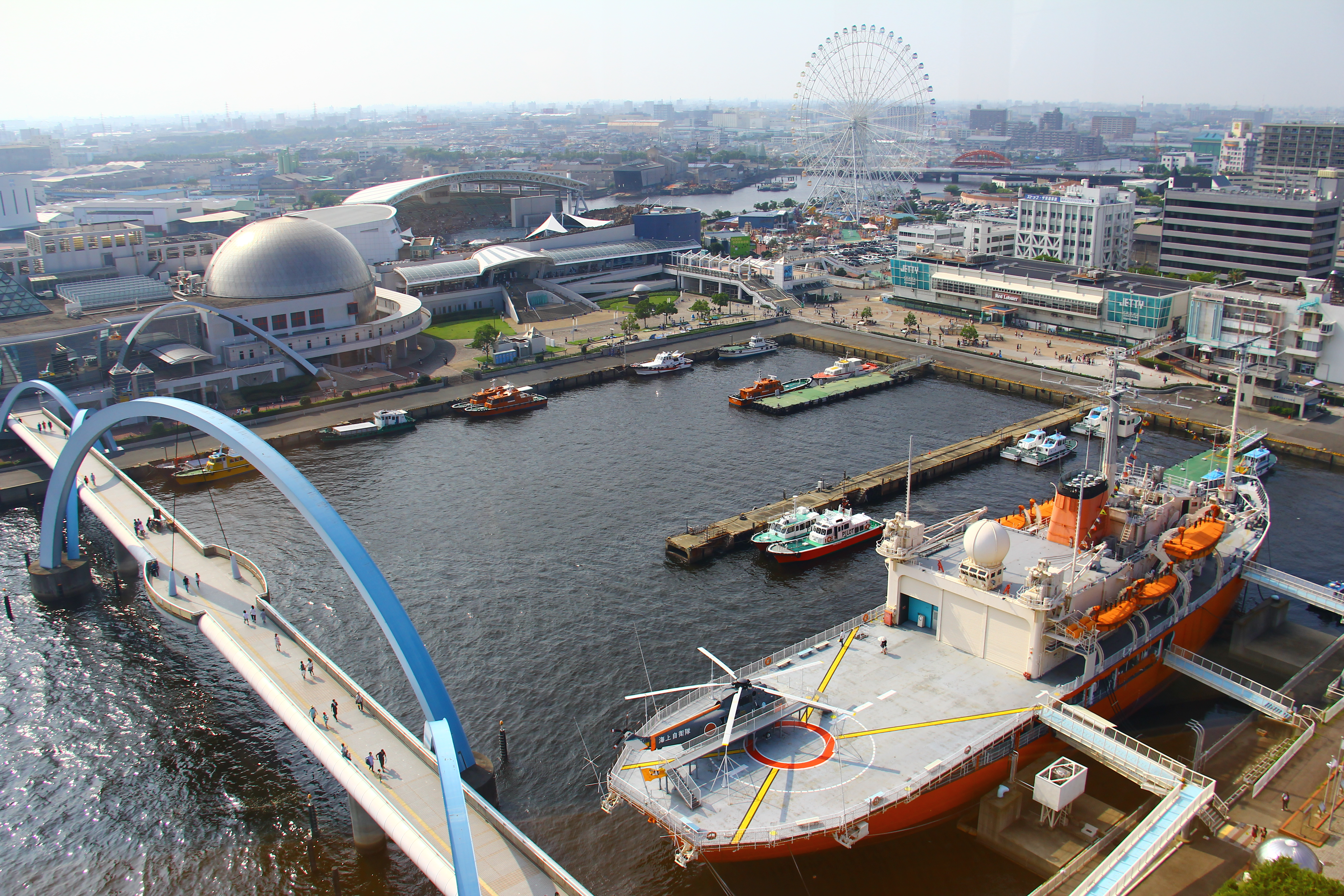
ガーデン埠頭

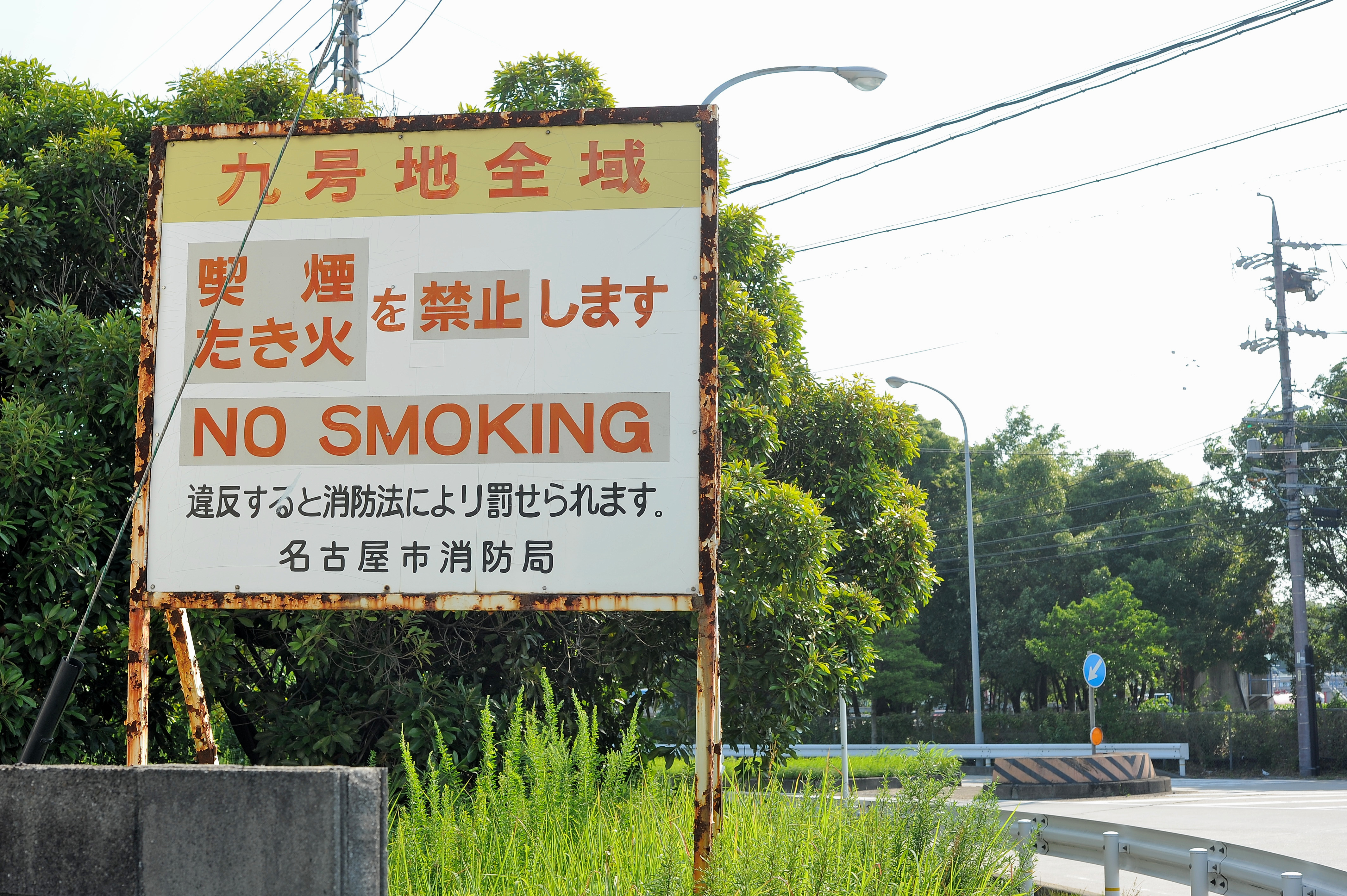
全域が喫煙・火気厳禁であることを示す看板（潮見町）

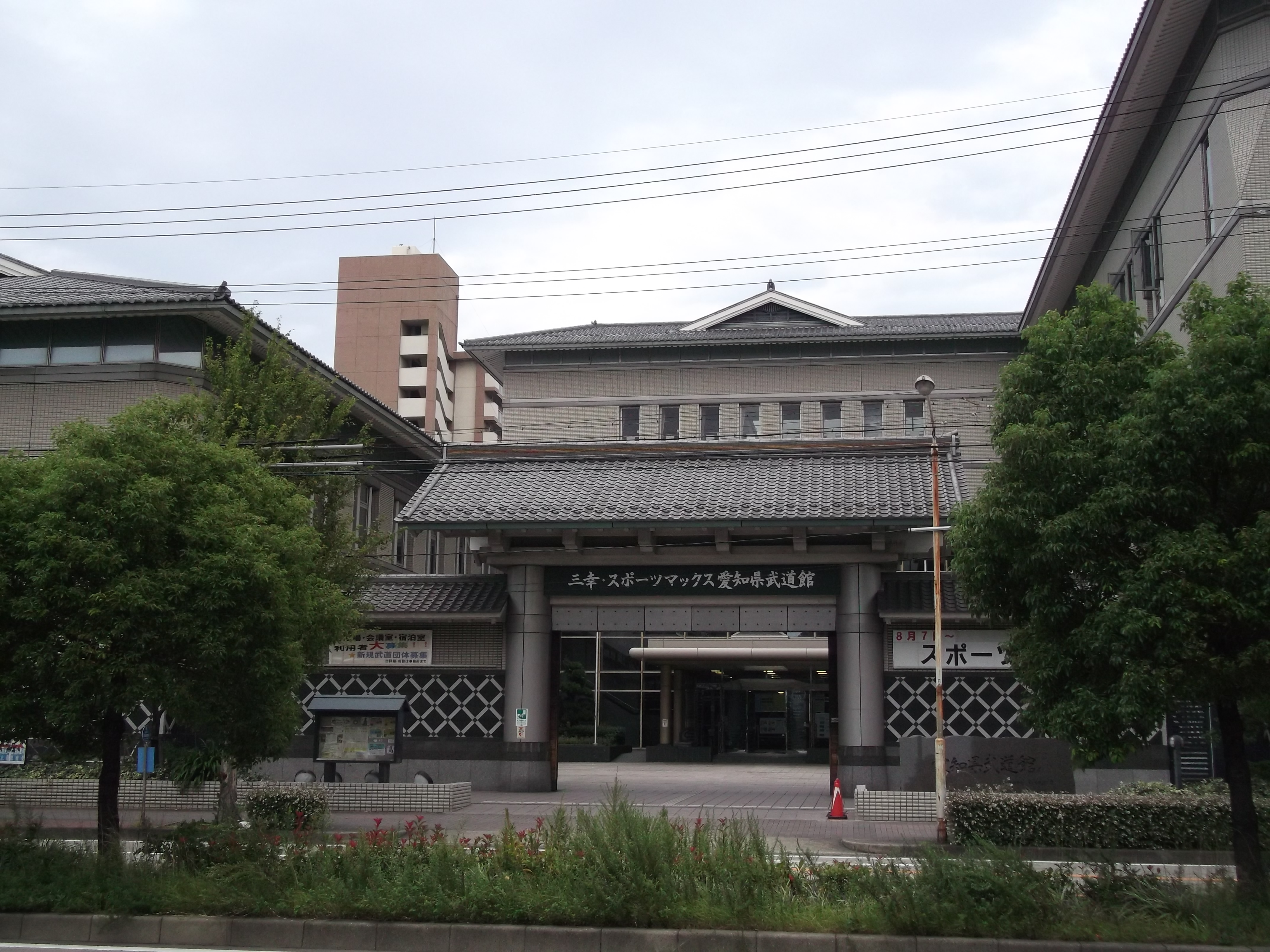
愛知県武道館

#### 警察
区内に所在する警察署・消防署は五十音順で以下のとおり。なお、港警察署は名古屋港ガーデンふ頭のJETTY前、港消防署は築地口の東部にある。また、特別消防隊(ハイパーレスキューNAGOYA) 第五方面隊は金城ふ頭にあり、名古屋港内の火災予防・水難救出や船舶、石油コンビナート等の沿岸施設、さらには、特定の河川沿岸部の火災の鎮火を担う名古屋市消防局の水上消防のエキスパート部隊である。
本部
- 愛知県警察 愛知県港警察署

交番
- 港明交番
- 東築地交番
- 築地交番
- 稲永駅前交番
- 金城ふ頭交番
- 汐止交番
- 南陽東交番
- 南陽交番
- 当知交番
- 小碓交番
- 宝神交番

#### 消防
消防署
- 名古屋市港消防署

出張所
- 荒子川出張所
- 稲永出張所
- 東海橋出張所
- 南陽出張所
- 東築地出張所

特別消防隊
- 特別消防隊(ハイパーレスキューNAGOYA) 第五方面隊

#### 医療・福祉
主な区内に所在する救急指定病院
- 医療法人純正会 東洋病院
- 医療法人幸会 岡田整形外科内科
- 医療法人幸会 南陽病院
- 財団法人名古屋港福利厚生協会 臨港病院
- 独立行政法人労働者健康福祉機構中部労災病院

#### 郵便局
区内の郵便局は、港栄に所在する名古屋港郵便局（なごやみなとゆうびんきょく）を集配局とし、17ヶ所の郵便局が存在する。
- 日本郵便株式会社 東海支社
  - 名古屋港郵便局
  - 名古屋秋葉郵便局
  - 名古屋惟信郵便局
  - 名古屋稲永郵便局
  - 名古屋大手郵便局
  - 名古屋木場郵便局
  - 名古屋港北郵便局
  - 名古屋港陽郵便局
  - 名古屋東海橋郵便局
  - 名古屋当知郵便局
  - 名古屋土古郵便局
  - 名古屋七番町郵便局
  - 名古屋南陽町郵便局
  - 名古屋西稲永郵便局
  - 名古屋福田郵便局
  - 名古屋港本町郵便局
  - 名古屋明正郵便局

#### 文化施設
図書館
- 名古屋市港図書館
- 名古屋市南陽図書館

#### 運動施設
主なスポーツ施設
- 愛知県武道館
- 稲永スポーツセンター
- 名古屋金城ふ頭アリーナ
- 港サッカー場
- 邦和みなと スポーツ&カルチャー
- サンビーチ日光川（日光川公園内）：2022年閉鎖

公営競技
- サンアール名古屋（旧名古屋競馬場）
- ボートピア名古屋

#### 港湾施設
名古屋港の中心を担うガーデンふ頭周辺には、港湾関係の庁舎や企業が多く立ち並び、埠頭内には、名古屋港（ガーデンふ頭）のシンボルである名古屋港ポートビルを始めとする多くの商業・娯楽・観光施設がある。また、潮見ふ頭と金城ふ頭にも、一部、商業・観光・イベント施設が存在する。汐止ふ頭は稲永公園の中にあり、現在は埠頭としての役目は果たしていない。他の埠頭は、工業地帯の中にあり、埠頭内は名古屋港管理組合や名古屋港運協会に所属する企業の敷地内となるため、企業関係者以外は立ち入り禁止区域となっている埠頭もある。過去に稲永ふ頭では、名古屋みなと祭り花火大会の日だけ、埠頭を開放していたこともあるが、現在は安全面から中止している。

なお、埠頭の並び順は埋め立ての際に付けられた号地番順で、追記は港湾に関連ある事務局や施設である。
築地ふ頭
ガーデンふ頭
- 名古屋港湾合同庁舎
  - 名古屋税関
  - 動物検疫所 名古屋支所
  - 名古屋植物防検疫所
  - 第四管区海上保安本部
- 名古屋港管理組合本庁舎
- 名古屋港振興財団事務局
- 名古屋港ポートビル乗船センター
- 名古屋港湾会館（名古屋港文化センター）
- ハーバーロッジなごや（名古屋船員会館）

大手ふ頭
- 名古屋海上保安部灯台課分室
- 名古屋検疫所

築地東ふ頭
大江ふ頭
昭和ふ頭
船見ふ頭
潮見ふ頭
稲永ふ頭・稲永第2ふ頭
- 名古屋税関 稲永出張所
- 名古屋税関 金城ふ頭出張所

潮凪ふ頭
空見ふ頭
- 名古屋港フェリーふ頭
- 名古屋港フェリーターミナルビル
  - 名古屋港埠頭公社事務局

汐止ふ頭
金城ふ頭
- 名古屋港船舶通航情報センター
- 名古屋港海上交通センター
- 名古屋港湾管理組合 金城ふ頭分所
- 名古屋港湾労働者福祉センター

## 対外関係

### 国際機関

#### 領事館
名誉総領事館
- 在名古屋バングラデシュ人民共和国名誉総領事館

## 経済

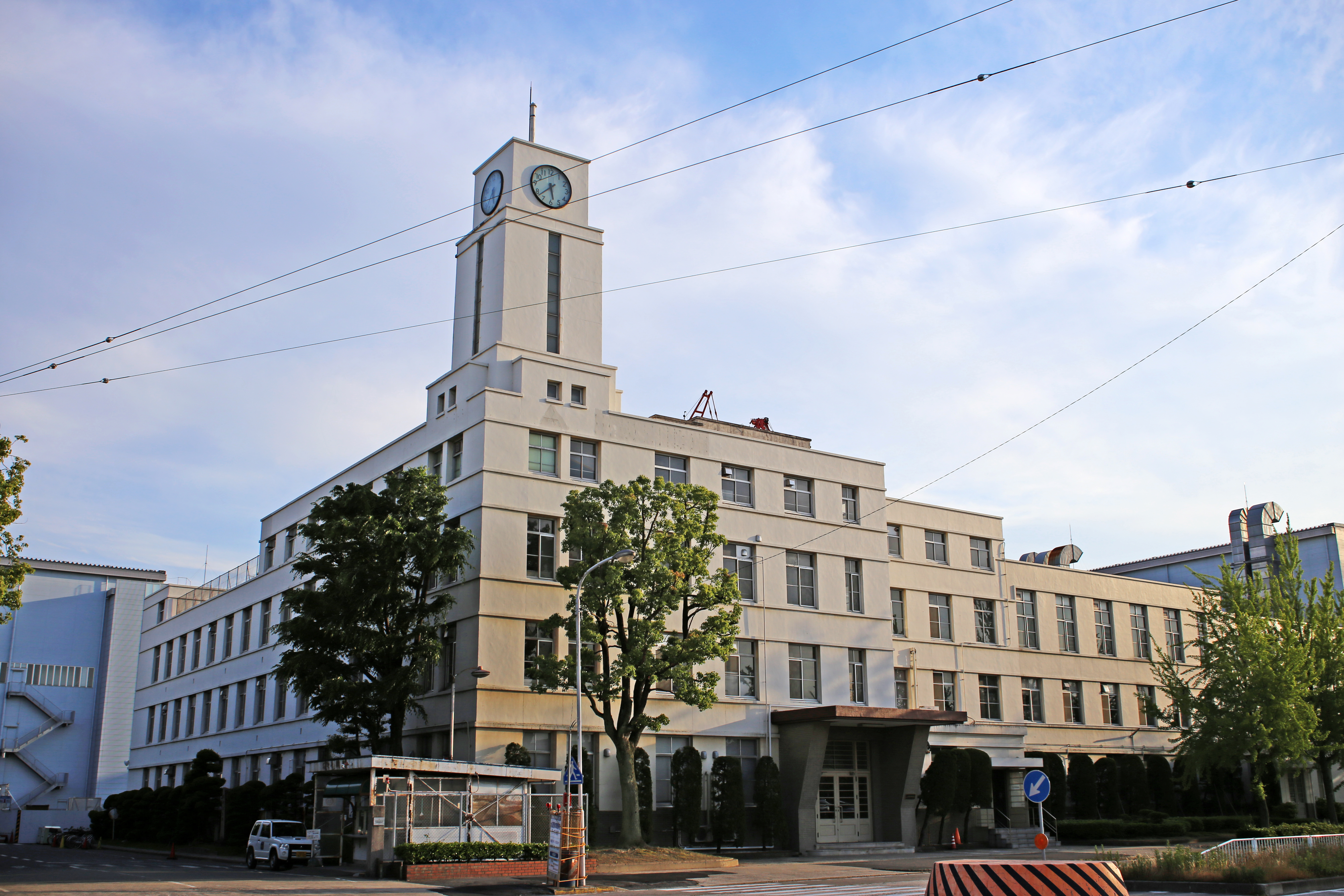
三菱重工業名古屋航空宇宙システム製作所大江工場時計台

### 第二次産業

#### 工業
区内にある名古屋港すべての埠頭は、中京工業地帯の区域にあり、同工業地帯の一角を成す主要地区となっており、多くの企業の本社・拠点や工場・倉庫などが立地している。
拠点を置く主な企業
- 共立マテリアル
- タケウチビユーテー
- ノリタケジプサム
- 服部家具センター
- フジトランスコーポレーション
- 前田バルブ工業
- 三菱重工業名古屋航空宇宙システム製作所

### 第三次産業

#### 商業

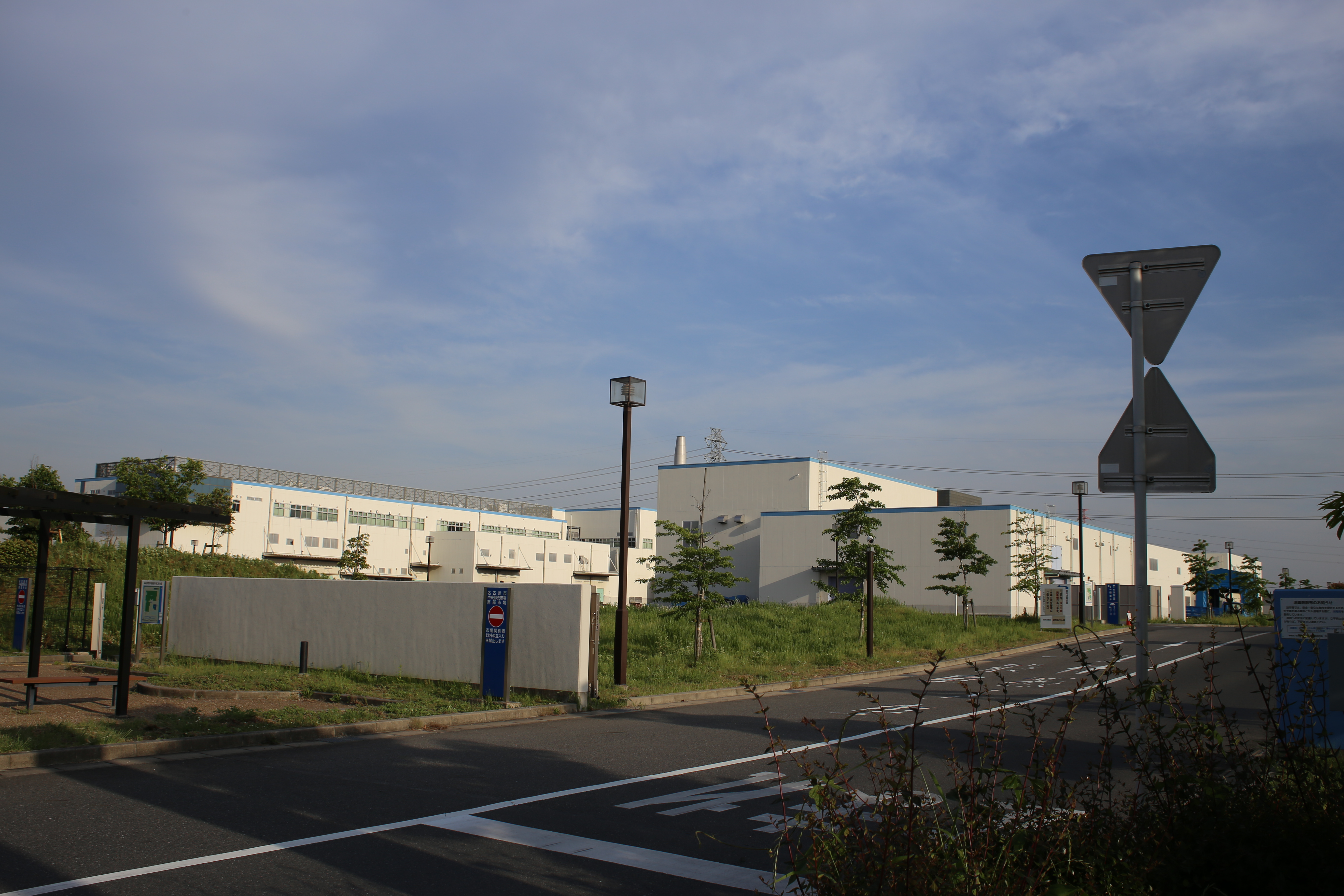
名古屋南部卸売市場

区内の商業はかつて築地口を基盤としたユニーの前身である西川屋を中心とし、区内に所在する7商店街を支点に栄え、区の大半はまだ中小規模商店が活躍していた。
1992年に、イオンが国道302号線沿いの春田野に「ジャスコシティ南陽（現：イオン南陽店）」が開業させると、1993年にはユニーが当知に「ポートモールアピタ港（現：ポートウォークみなと）」、1997年には港明に「アピタ東海通店（現：MEGAドン・キホーテUNY東海通店）」が開業するなど、大型スーパーが区内に多数出店するようになる。
その後、1999年に「港品川ショッピングセンター」（「イオンモール名古屋みなと」に改称後、2021年に営業終了）、2014年には西茶屋地区に「イオンモール名古屋茶屋」、2018年9月にはららぽーととして東海3県初出店となる「ららぽーと名古屋みなとアクルス」が港区役所近くにオープンするなど、区内各地に大型スーパーならびにショッピングモールが立地している。
商店街
- 築地口商店街
- 東海通商店街
- 土古商店街
- 錦町商店街
- 南陽商店街
- 名港通商店街
- ポートオブナゴヤ商店街

GMS・総合スーパー
- イオンモール名古屋みなと（旧：ベイシティ）(2021年2月28日をもって閉店)
  - イオン名古屋みなと店（同時に閉店）
- イオン南陽店（旧：ジャスコシティ南陽）
- イオンモール名古屋茶屋
  - イオンスタイル名古屋茶屋
- ポートウォークみなと（旧：ポートモール）
  - アピタ港店
- MEGAドン・キホーテUNY東海通店（旧：アピタ東海通店）
- ららぽーと名古屋みなとアクルス

ホームセンター
- ホームセンターバロー名港店
- ホームセンターコーナン南十番町店
- カインズホーム名古屋みなと店

主な家具・家電量販店
- 服部家具センター本店
- ファニチャードーム名古屋新本店
- 東京インテリア家具名古屋本店
- CaDen当知店
- ケーズデンキ名古屋みなと店

主な食料品スーパー
- アオキスーパー木場店
- エクボフィールちとせ店
- エクボフィール入場店
- アミカ港当知店
- カネスエ砂美店
- カネスエ木場店
- タチヤ港店
- バローショッピングセンター港栄店
- ビックリブみなと店
- フィールオアシスプラザ店
- ベイシア名古屋みなと店
- ナフコ不二屋当知店
- ナフコ不二屋南陽店
- ナフコ不二屋宝神店
- マックスバリュ南十番町店
- ピアゴ ラ:フーズコア正保店
- ラ・ムー木場店

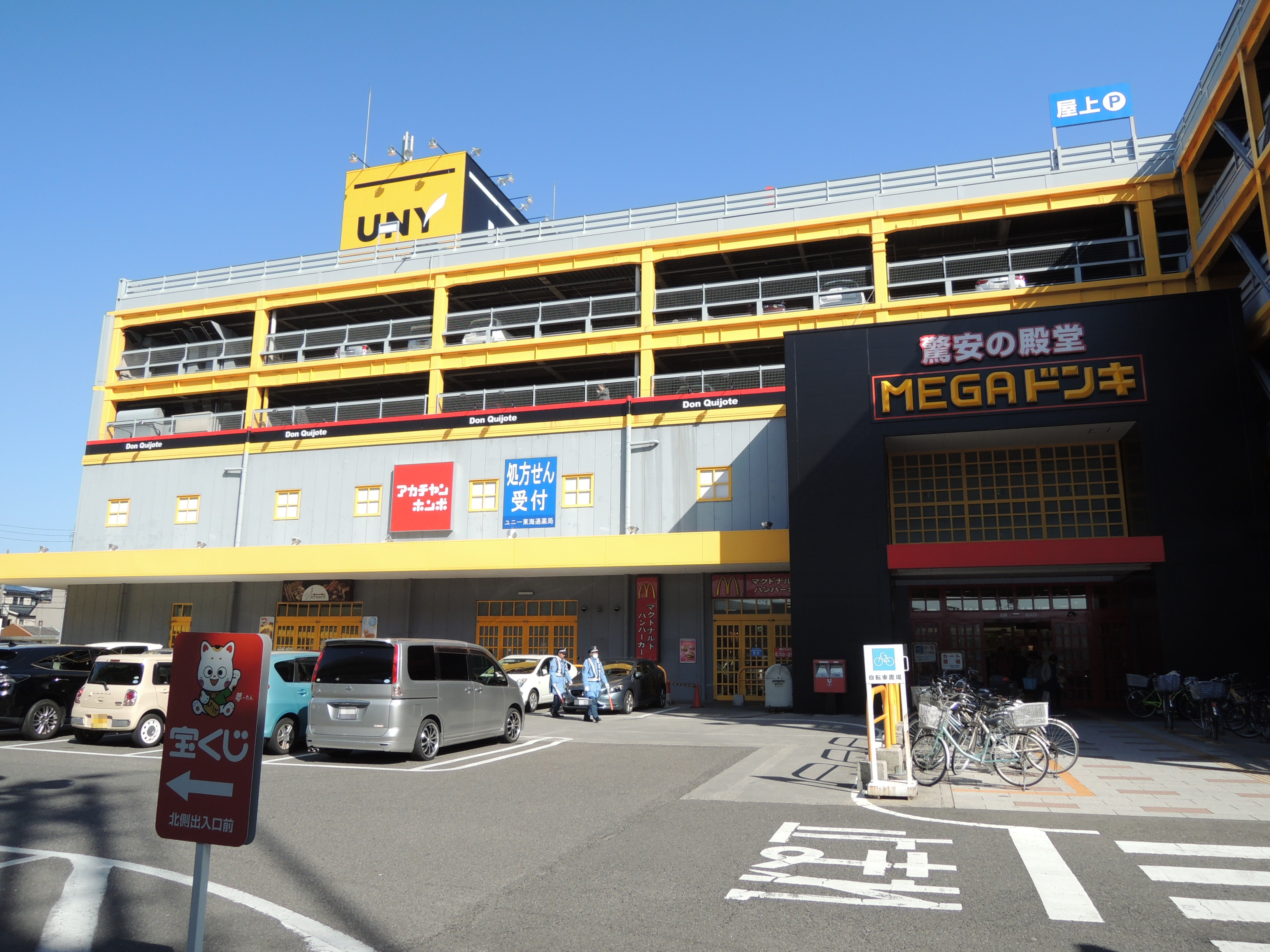
MEGAドン・キホーテUNY東海通店
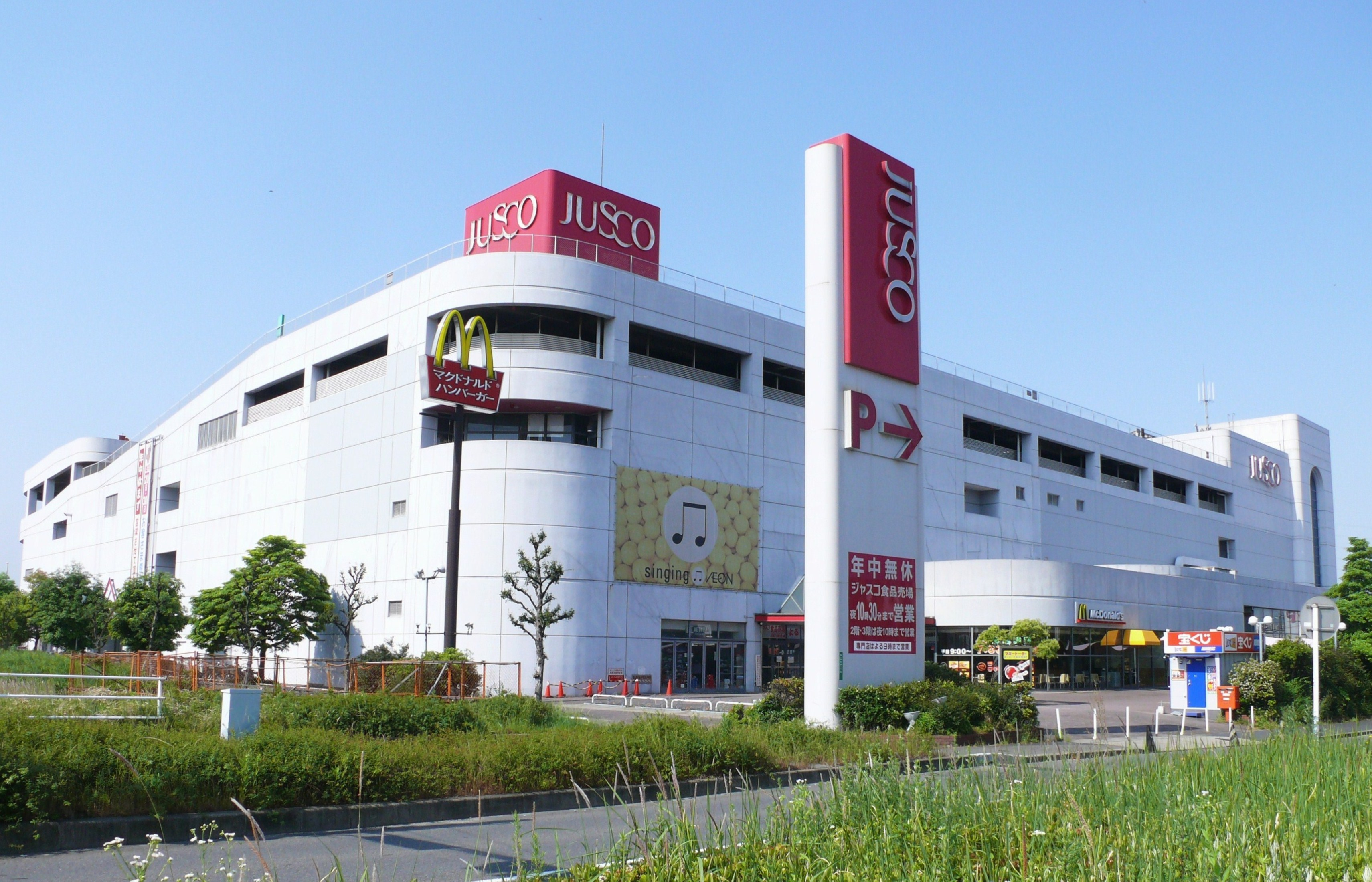
イオン南陽店
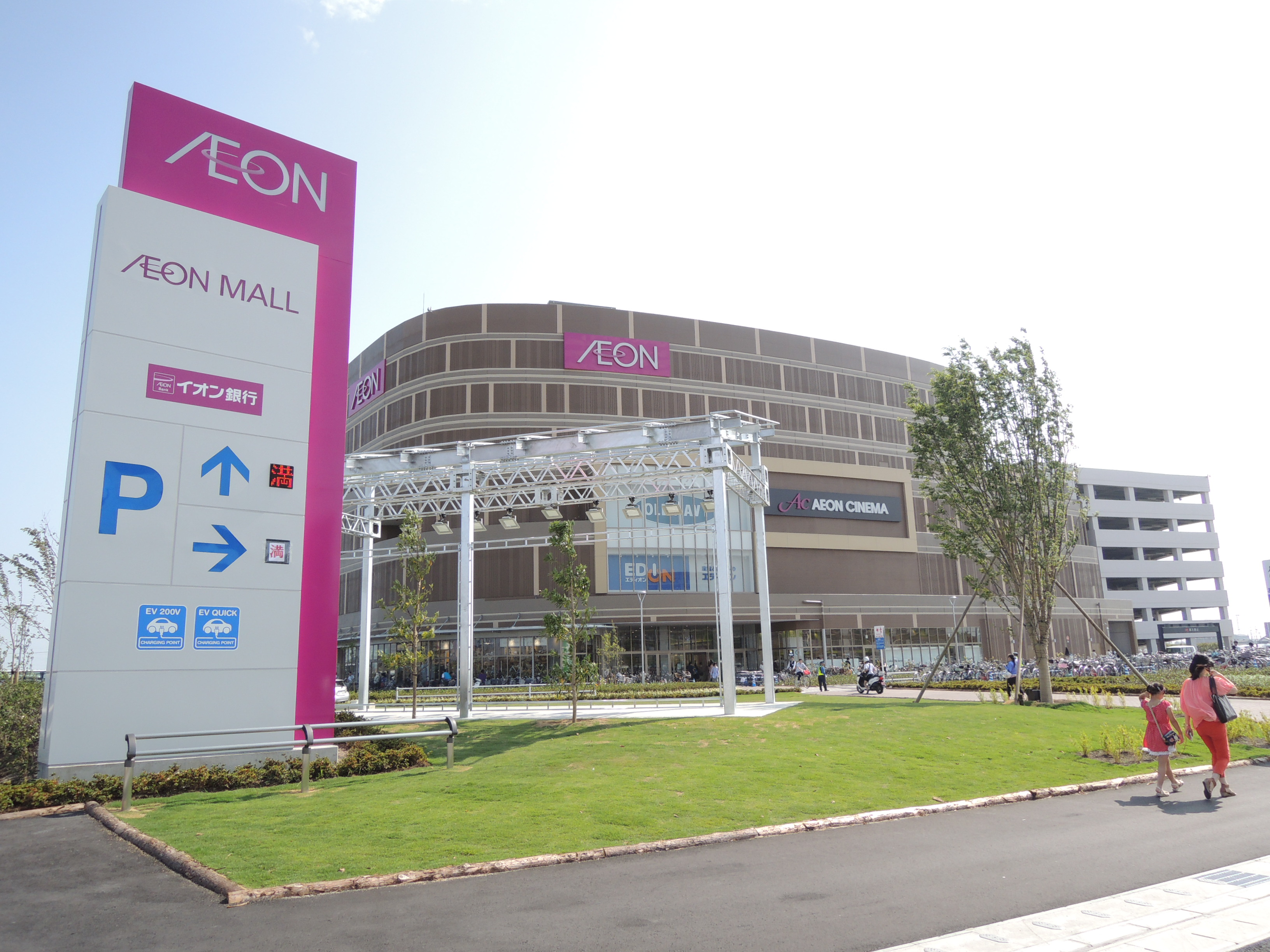
イオンモール名古屋茶屋
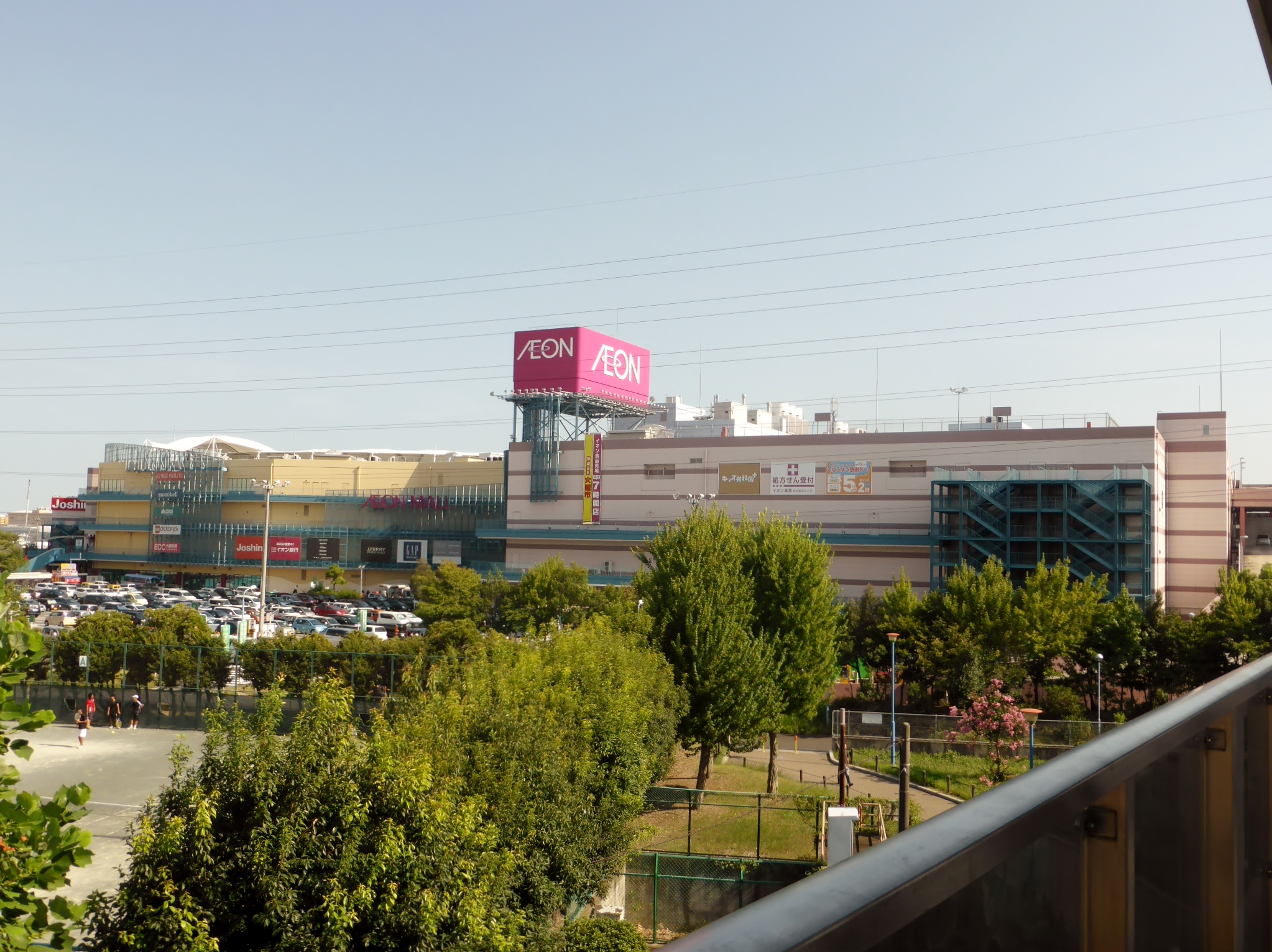
イオンモール名古屋みなと
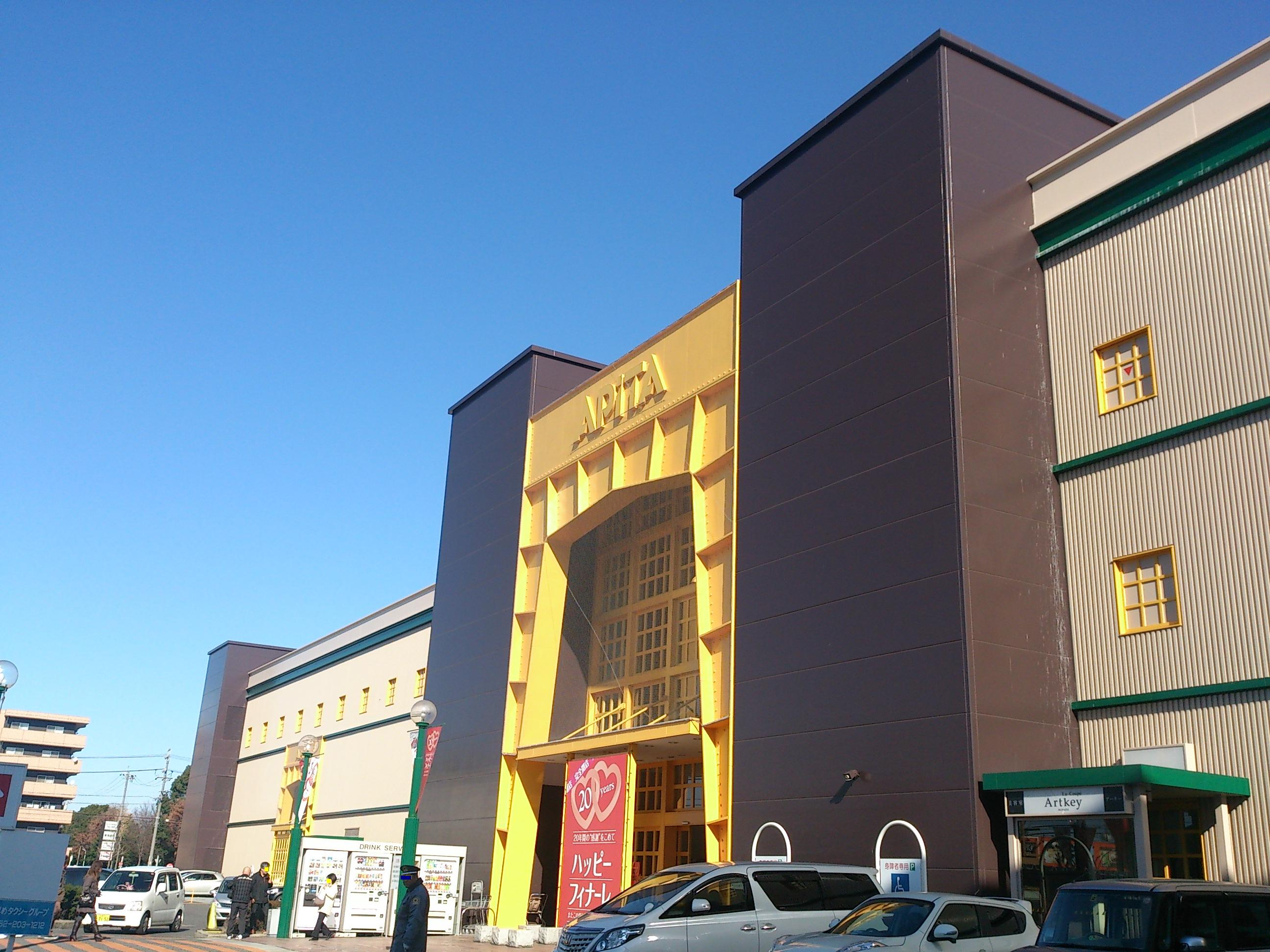
ポートウォークみなと
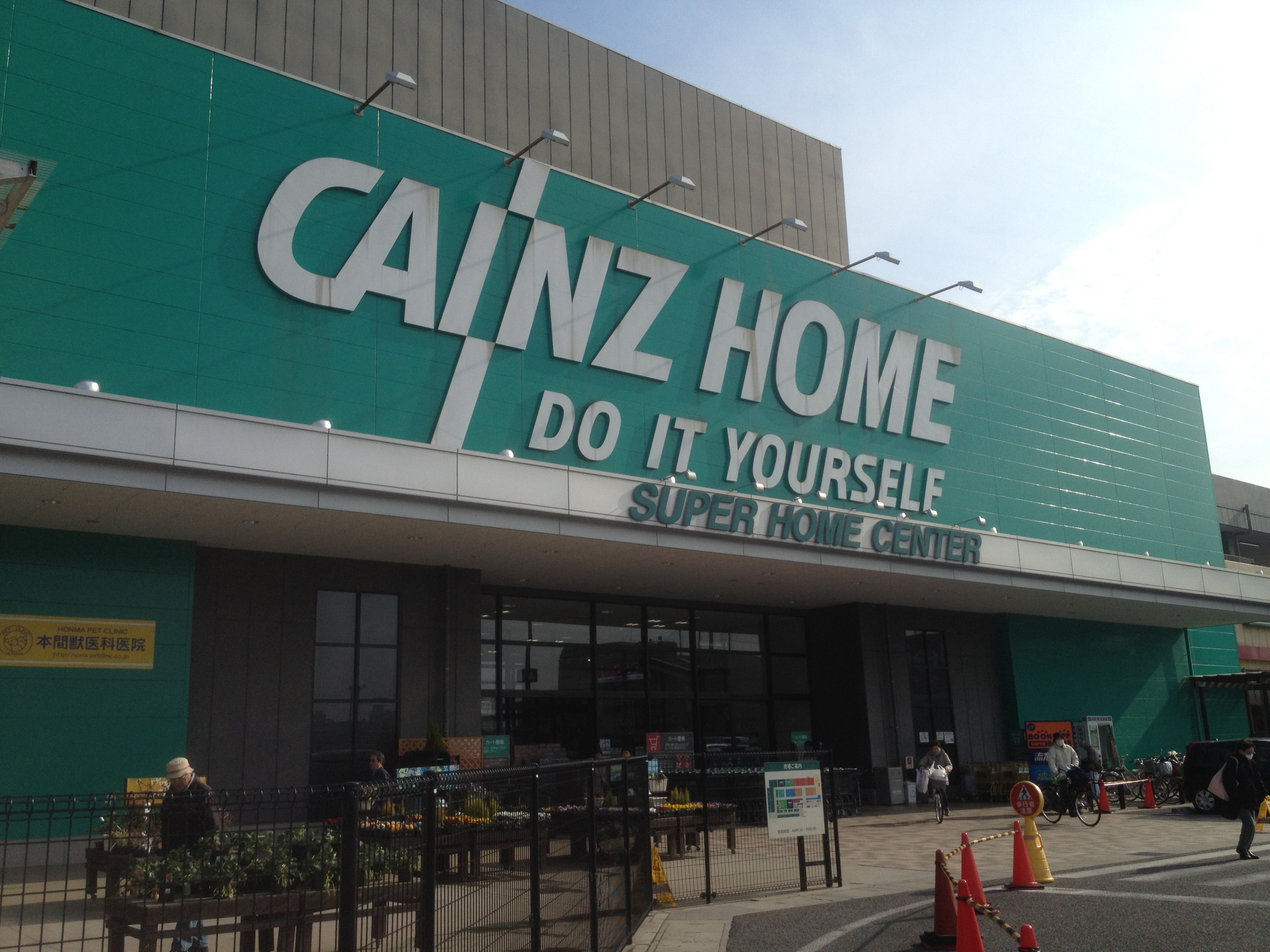
カインズホーム名古屋みなと店
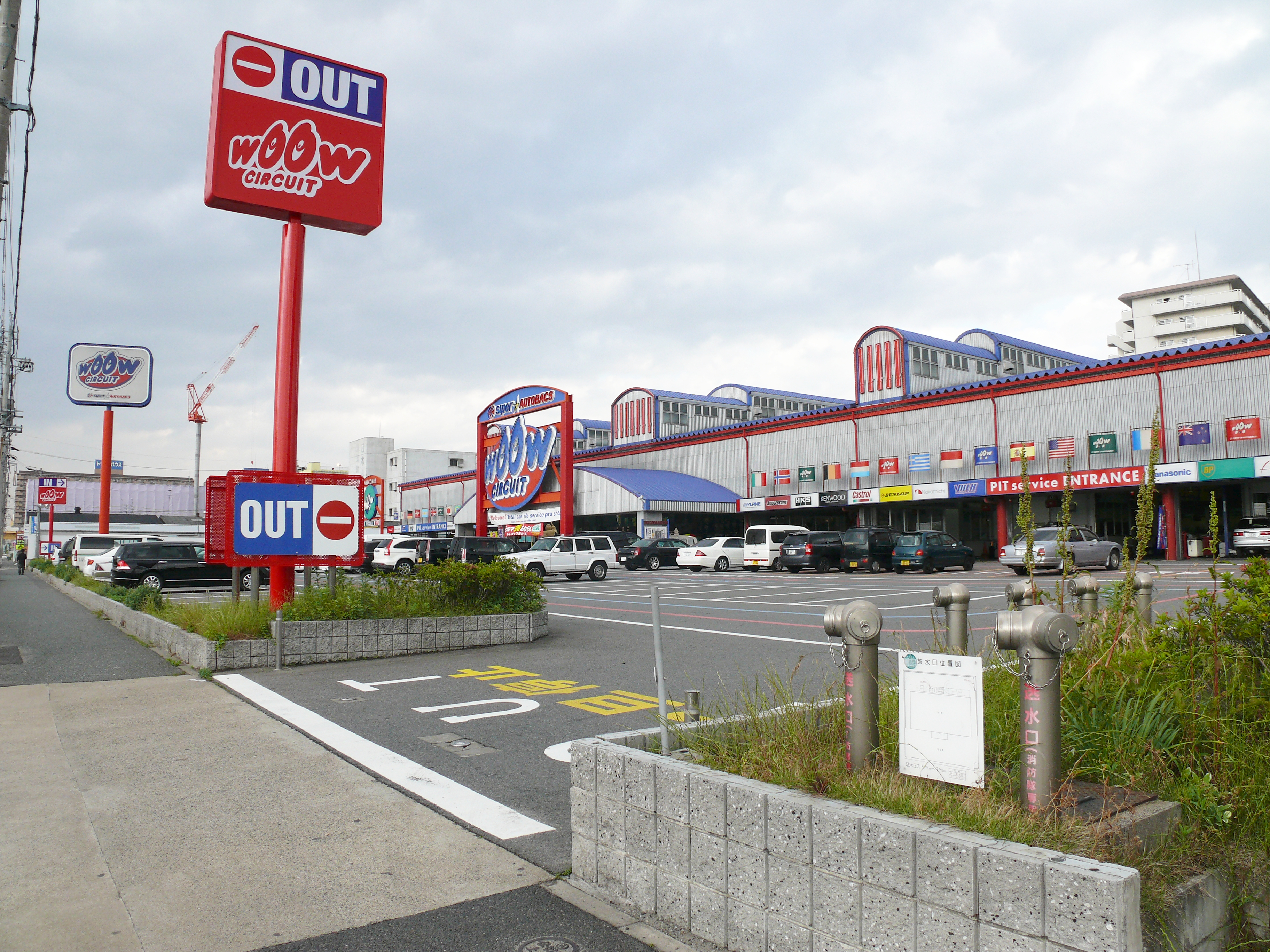
スーパーオートバックス名古屋ベイ
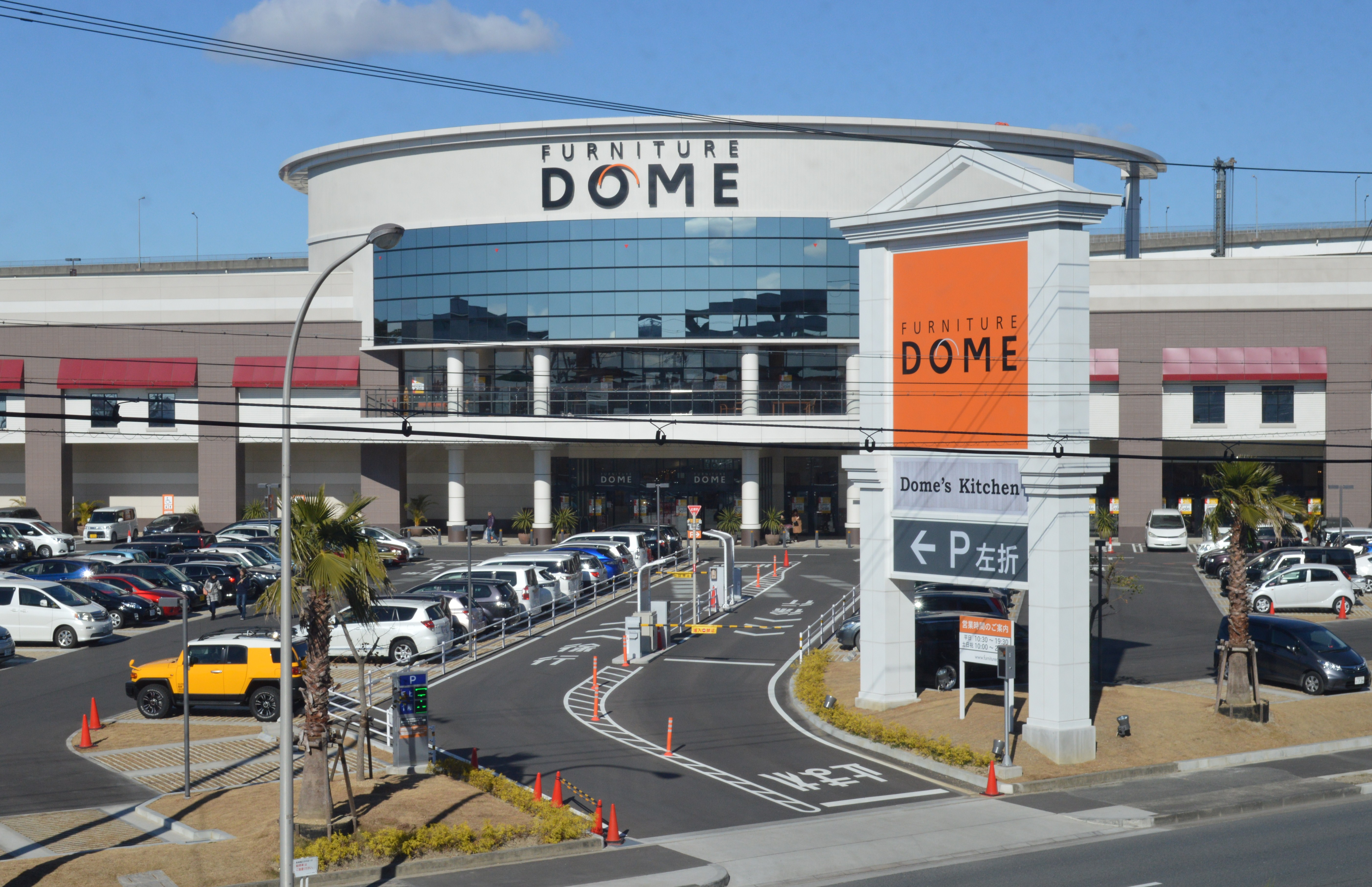
ファニチャードーム本店
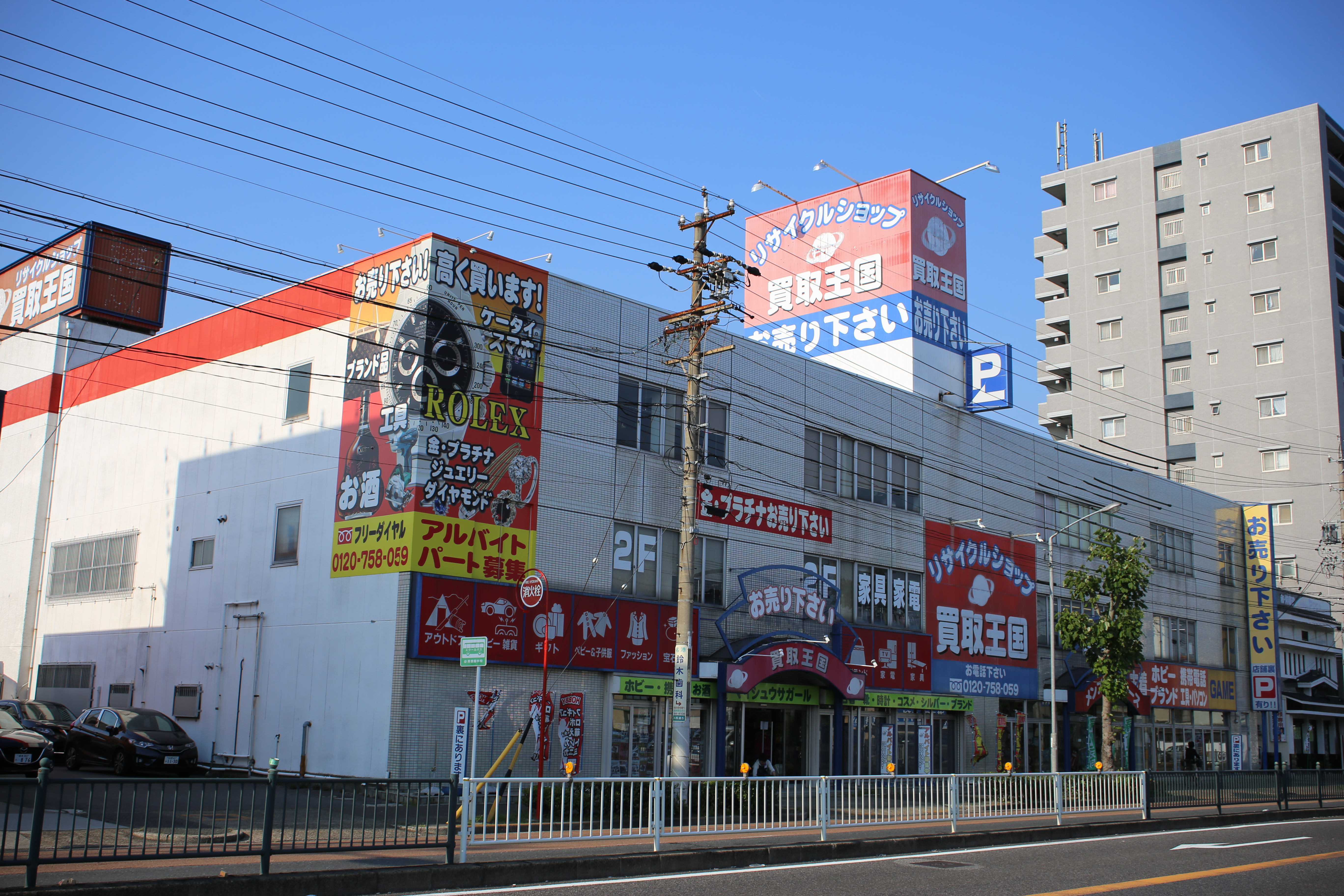
買取王国本店
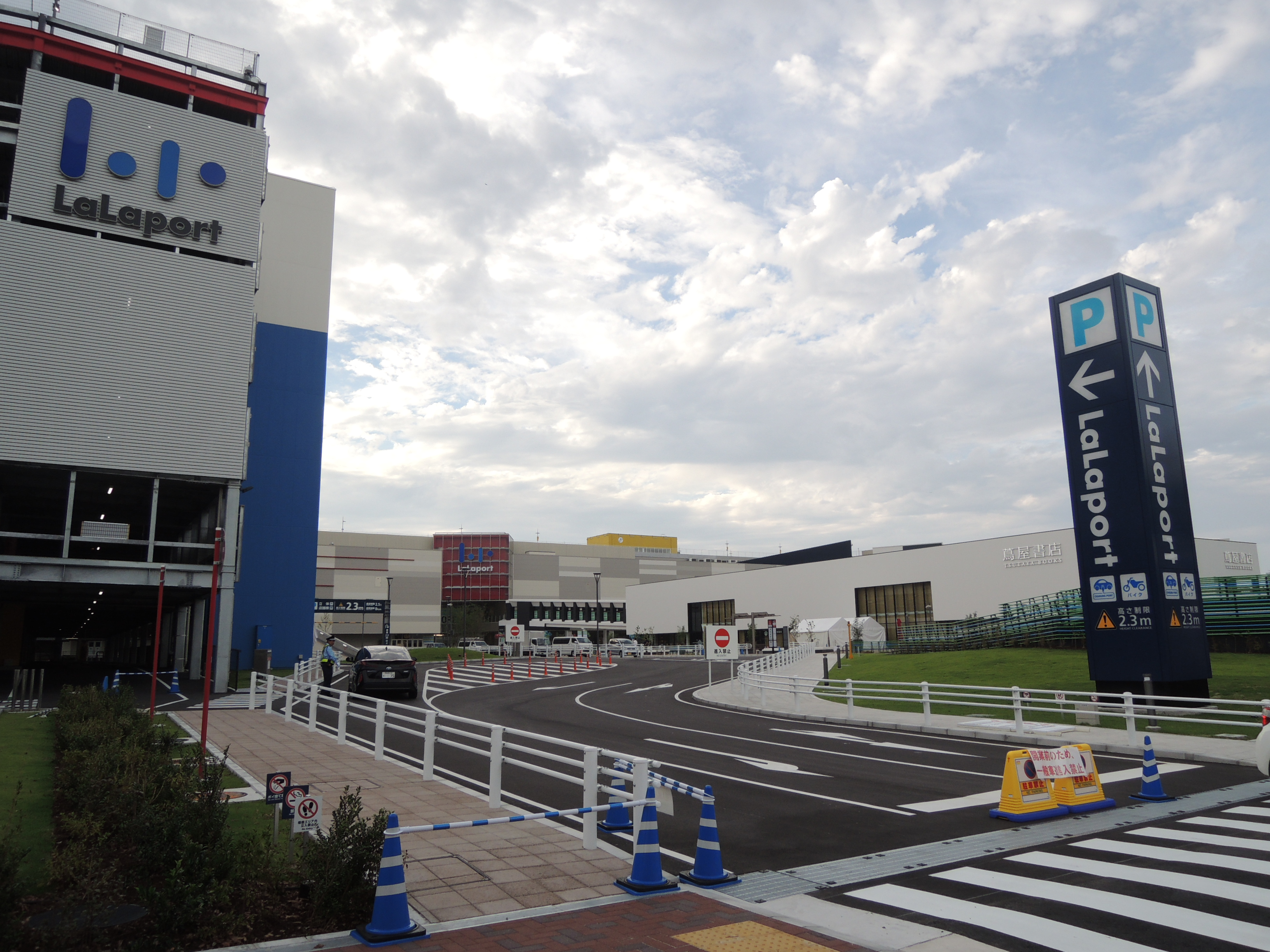
ららぽーと名古屋みなとアクルス

### 金融機関
銀行
区内には、7銀行の窓口業務を行う支店・出張所がある。
| - あいち銀行 - 東海通支店 - 当知支店 - 当知中央支店 - 南陽町支店 - 南陽町中央支店 - 港支店・稲永支店 - 港中央支店 - 大垣共立銀行 - 十六銀行 - 港支店 | - 名古屋銀行 - 稲永支店 - 木場支店 - 当知支店 - 南陽町支店 - 港支店 - 百五銀行 - 当知支店 - 港支店 - 三十三銀行 - 港支店 - 三菱UFJ銀行 - 名古屋港支店 |

農業協同組合
- JAなごや
  - 稲永支店
  - 小碓支店
  - 善進支店
  - 南陽町支店
  - 南陽町北支店
  - 南陽町東支店

信用金庫
- 愛知信用金庫 港支店
- 岡崎信用金庫 港支店
- 瀬戸信用金庫 港支店

### 本社を置く企業
上場企業
- 伊勢湾海運
- 買取王国
- 共立マテリアル
- ダイセキ
- 大日本木材防腐
- 日東エフシー
- 名港海運

その他の主な企業
- 犬飼建設
- イワクラゴールデンホーム
- MHIエアロスペースシステムズ
- 競馬エース
- J・3D
- ジェイアール東海ウェル
- 新日本ウエックス
- ナゴヤシップサービス
- 名古屋臨海高速鉄道
- 服部家具センター

## 情報・生活

### マスメディア

#### 中継局
- 名古屋入国管理局デジタルテレビSHV ※一般人視聴不可。

### ライフライン

#### 電力
- 中部電力

#### ガス
- 東邦ガス

#### 上下水道
- 名古屋市上下水道局

#### 電信
- NTT西日本

## 教育
各教育機関は五十音順で下記のとおり、大学は区内には存在しない。

### 専修学校
- 名古屋市医師会 看護専門学校
- 日産学園 日産愛知整備専門学校
- 丸山商事 丸山着物着付学院
- 独立行政法人労働者健康福祉機構 中部労災看護専門学校

### 高等学校
県立
- 愛知県立惟信高等学校
- 愛知県立南陽高等学校

### 中学校
市立
- 名古屋市立港南中学校
- 名古屋市立港北中学校
- 名古屋市立港明中学校
- 名古屋市立東港中学校
- 名古屋市立当知中学校
- 名古屋市立南陽中学校
- 名古屋市立南陽東中学校
- 名古屋市立宝神中学校

### 小学校
市立
- 名古屋市立稲永小学校
- 名古屋市立小碓小学校
- 名古屋市立大手小学校
- 名古屋市立港西小学校
- 名古屋市立港楽小学校
- 名古屋市立正保小学校
- 名古屋市立神宮寺小学校
- 名古屋市立成章小学校
- 名古屋市立高木小学校
- 名古屋市立東海小学校
- 名古屋市立当知小学校
- 名古屋市立中川小学校
- 名古屋市立南陽小学校
- 名古屋市立西築地小学校
- 名古屋市立西福田小学校
- 名古屋市立野跡小学校
- 名古屋市立東築地小学校
- 名古屋市立福田小学校
- 名古屋市立福春小学校
- 名古屋市立明徳小学校

### 特別支援学校
県立
- 愛知県立港特別支援学校

## 交通

### 鉄道

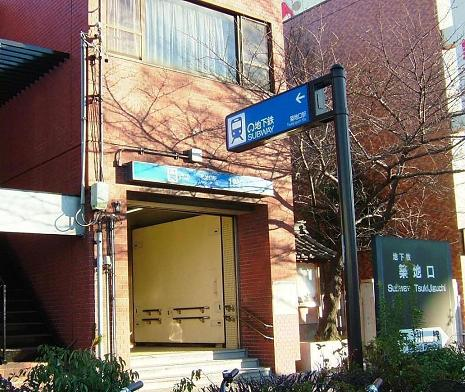
築地口駅

名古屋市営地下鉄名港線や名古屋臨海高速鉄道あおなみ線の各駅を経由しつつ、隣接区の中川区、熱田区、南区や、より遠方の中村区、中区などにあるJR東海、名古屋鉄道、名古屋市営地下鉄の駅まで運行している。
これ以外に、中村区の名古屋駅から港区内のサンビーチ日光川や三重県桑名市内の南桑名（1便のみ）への三重交通の路線バスが、区内の名古屋市道名古屋環状線や国道23号を経由しているが、名古屋市営バスに比べ運行する路線規模は小さい。また、名鉄築港線は南区の常滑線大江駅から港区の工業地帯である大江町への支線で、朝・夕方のみ運行をしている。

#### 鉄道路線
名古屋鉄道（名鉄）
■ 築港線:（名古屋市南区）-（名電築港駅） - 東名古屋港駅
名古屋臨海高速鉄道
■ あおなみ線：（名古屋市中川区）- 港北駅（旧名古屋競馬場前駅） - 荒子川公園駅 - 稲永駅 - （潮凪信号場） - 野跡駅 - 金城ふ頭駅
この他に駅はないが名鉄常滑線が大江駅 - 大同町駅で区内を僅かに通過している。

#### 地下鉄
名古屋市交通局（名古屋市営地下鉄）
〓 名港線：（名古屋市熱田区）- 東海通駅 - 港区役所駅 - 築地口駅 - 名古屋港駅

### バス

#### 路線バス
- 名古屋市営バス
- 飛島公共交通バス

### 道路

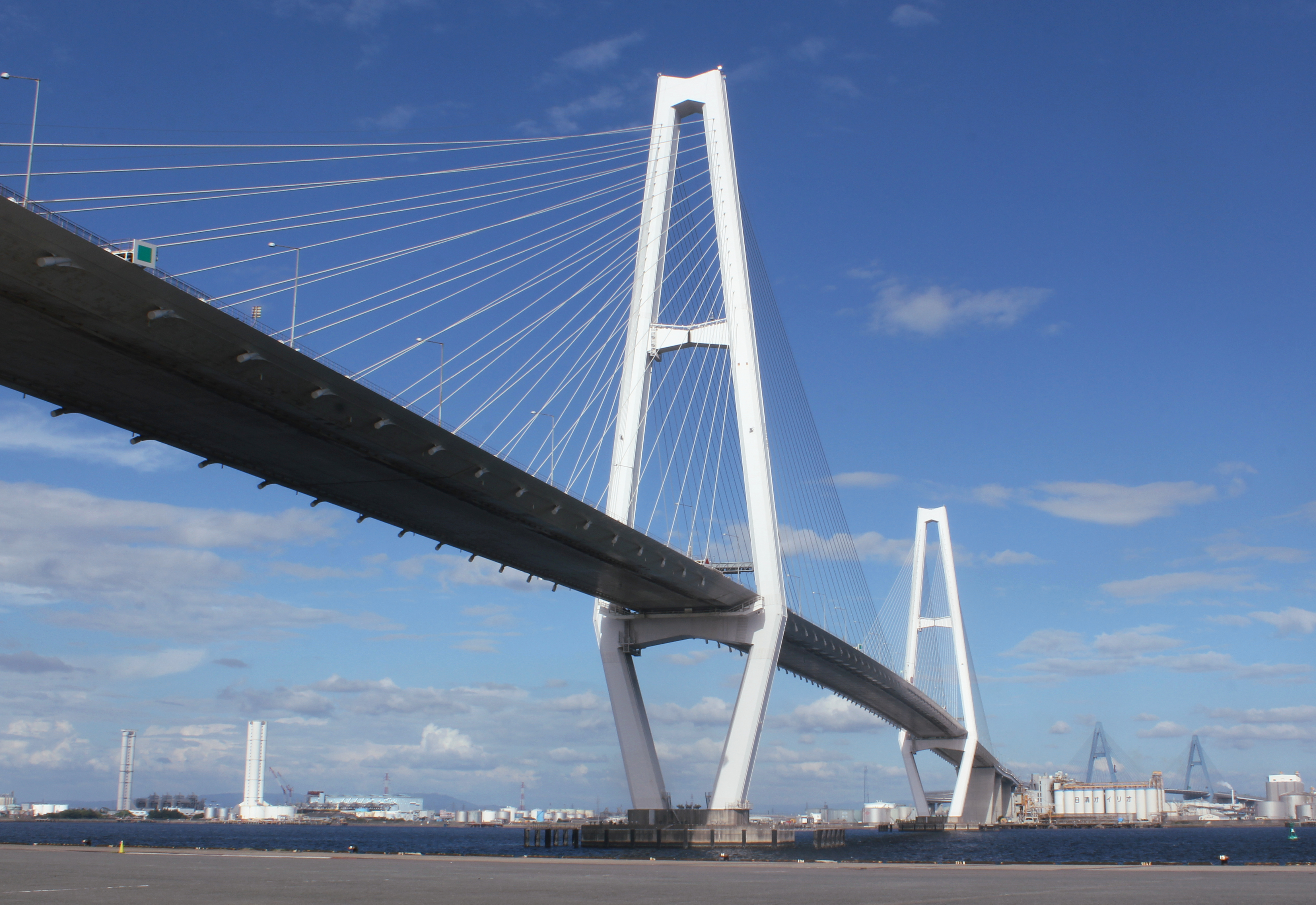
名港中央大橋

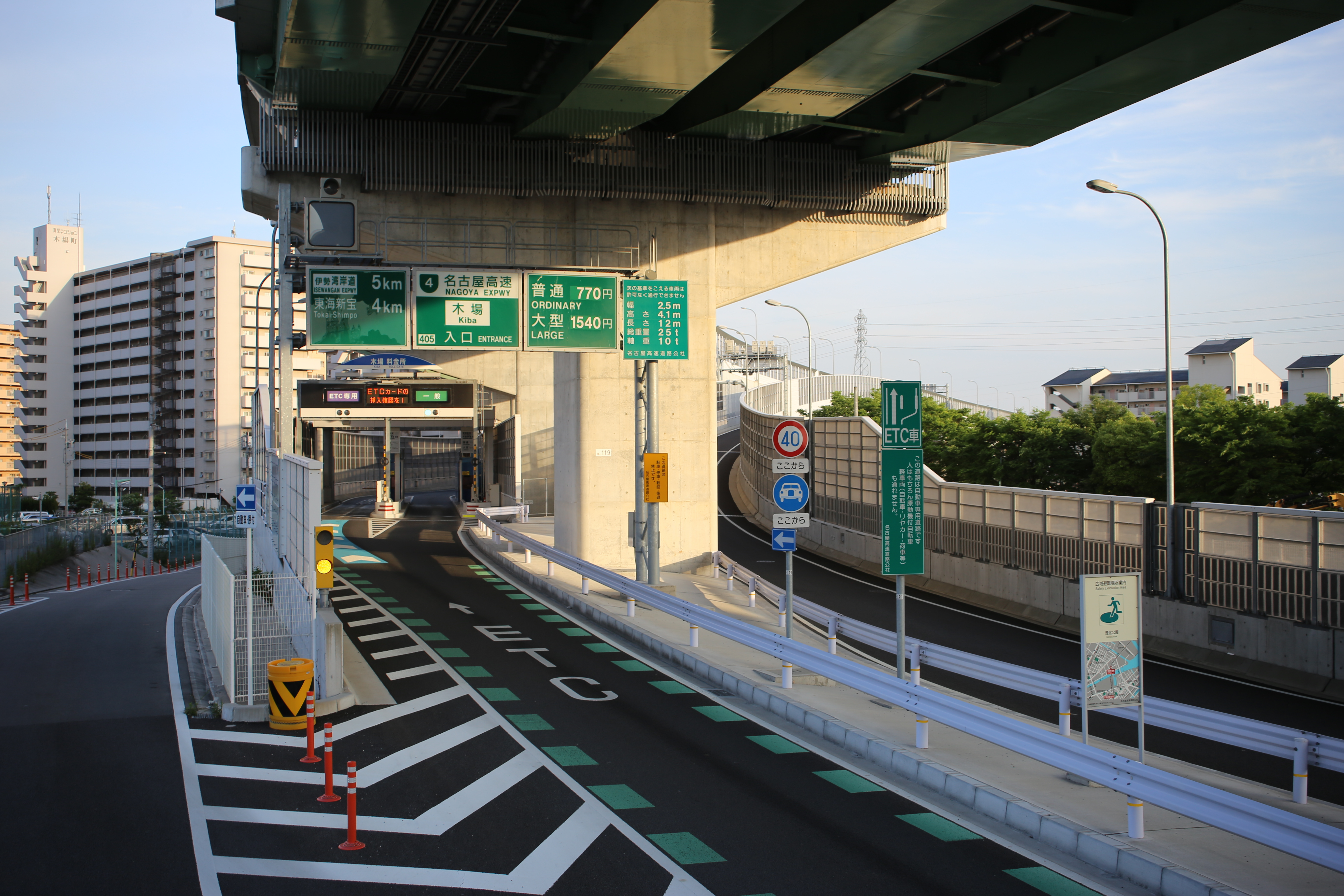
木場出入口

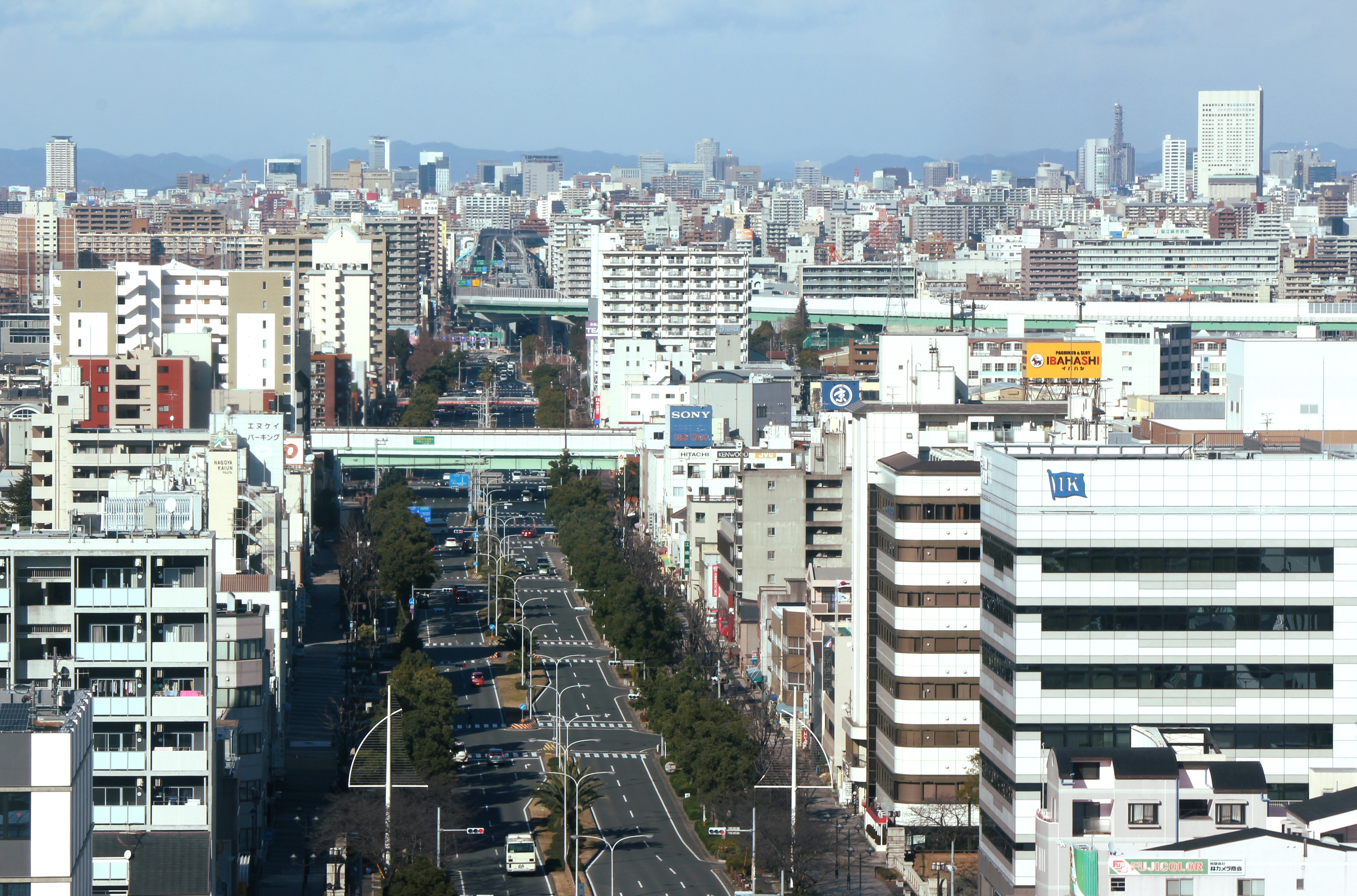
名古屋高速4号東海線港明出入口付近

隣接区の中川区を横断する国道1号のバイパスの役目を果たす国道23号（名四国道）は、港区の大動脈で多くの大型トラックやトレーラーが行き交う。この国道23号の交通量を削減するためのバイパスとして、伊勢湾岸自動車道（名港トリトン）が整備されたが、通行料の高さから敬遠されがちで、国道23号のバイパスとしては役目を十分に果たしていない。しかし伊勢湾岸道自体は2004年度に東名高速道路および東名阪自動車道と接続されて以降、通年混雑する東名・名神高速道路のバイパスとして交通量が増加傾向にある。一般道では、庄内川、新川を渡る手段が国道23号の庄内新川橋と、名古屋十四山線の明徳橋・日の出橋の2手段しか無かったが、新たに両橋の中間地点を通る戸田荒子線、南陽大橋が開通し、2道路の交通量の緩和に大きく貢献している。また、堀川を渡る手段も、国道23号の港新橋と、東海橋線（東海通）の紀左エ門橋の2手段しか無かったが、新たに両橋の中間地点に、港楽木場町線、きらく橋が開通し、港区役所・中部労災病院などがある港明と木場町の行き来が非常に便利になった。

#### 高速道路
中日本高速道路（NEXCO中日本）
- 名古屋第二環状自動車道
  - （中川区） - (26) 南陽IC - （海部郡飛島村）

名古屋高速道路
- 名古屋高速4号東海線
  - （熱田区） - 六番南出入口[注釈 1] - 港明出入口 - 木場出入口 - 船見出入口 - （東海市）

#### 国道
- 伊勢湾岸自動車道区内区間もこの国道の一部（一般有料道路伊勢湾岸道路）
- 国道1号
- 国道23号（名四国道）
- 国道154号
- 国道302号（名古屋環状2号線）

#### 県道
主要地方道
- 愛知県道36号諸輪名古屋線
- 愛知県道55号名古屋半田線（環状線の一部）
- 愛知県道59号名古屋中環状線（東海通の一部）
- 愛知県道70号名古屋十四山線（東海通の一部）

一般県道
- 愛知県道103号境政成新田蟹江線
- 愛知県道106号鳥ヶ地名古屋線
- 愛知県道225号名古屋東港線
- 愛知県道227号港中川線
- 愛知県道228号下之一色港南陽線
- 愛知県道456号高速名古屋新宝線（名古屋高速4号東海線）

#### 市道
- 名古屋市道金城埠頭線（金城ふ頭線）
- 名古屋市道名古屋環状線（環状線）
- 名古屋市道江川線（江川線）
- 名古屋市道東海橋線（東海通）

#### 幹線道路の道路通称名
＜南北の道路＞
- 環状2号
- 金城ふ頭線
- 環状線
- 江川線

＜東西の道路＞
- 東海通
- 名四国道

＜金城埠頭中心部＞
- 南京大路
- メキシコ大通
- ロサンゼルス大通

### 港湾
航路

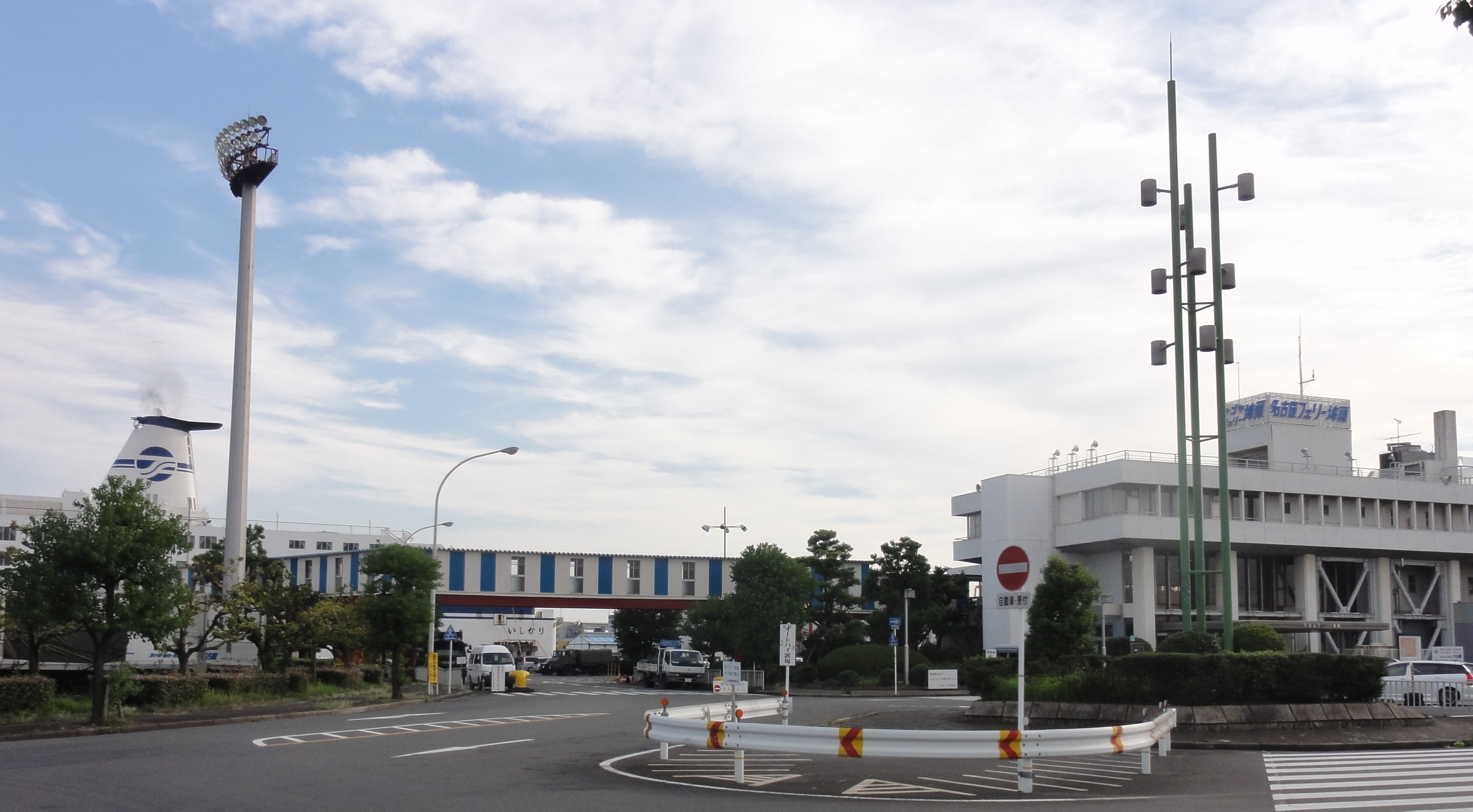
接岸中の太平洋フェリー｢いしかり｣

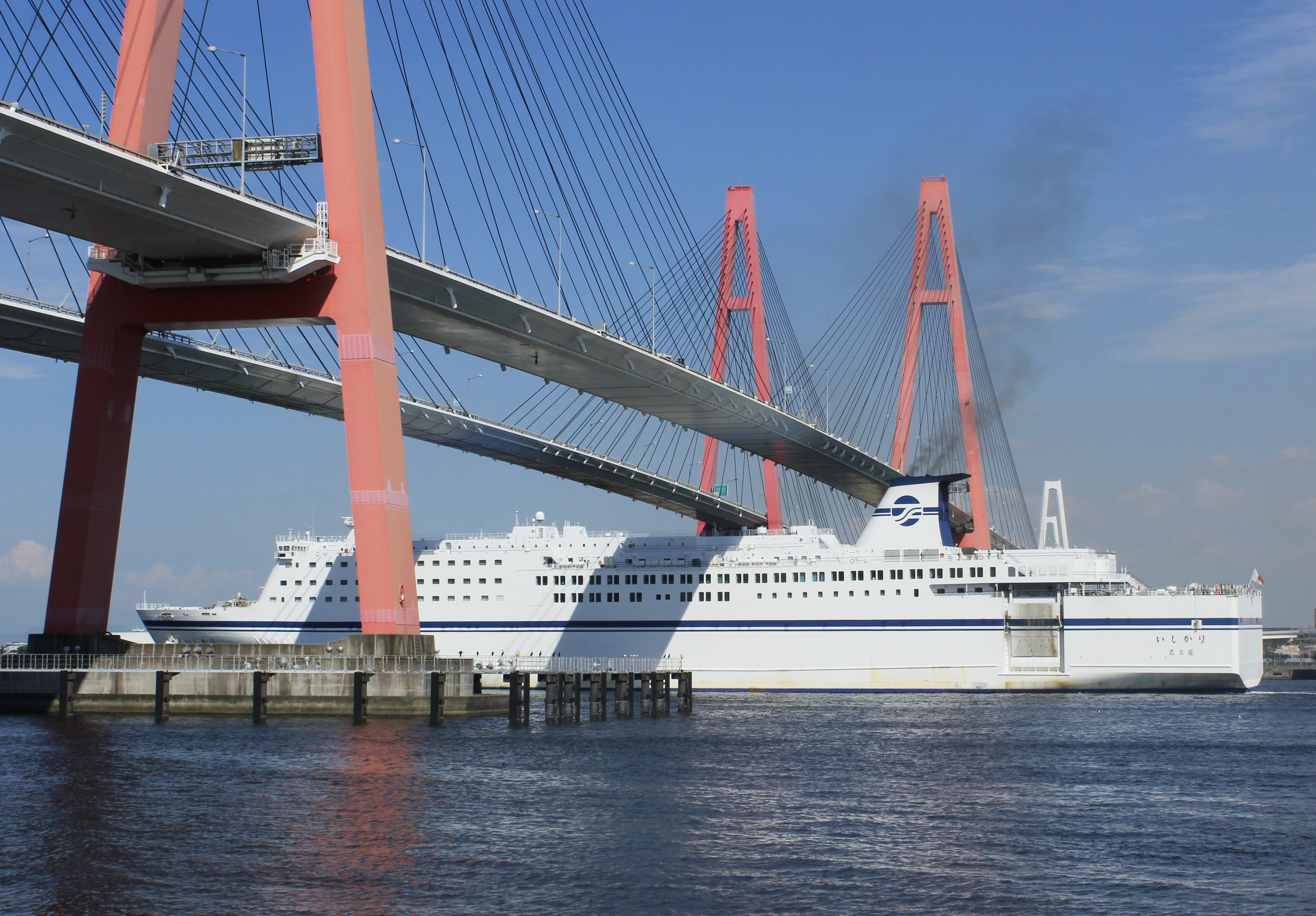
名港トリトンをくぐる太平洋フェリーいしかり

水上交通手段であるが、フェリー・定期船は、名古屋港の金城ふ頭にある名古屋港フェリーターミナル、水上バス・観光遊覧船は、名古屋港のガーデンふ頭にある名古屋港ポートビル乗船センターと、乗船場が分かれていた。名鉄海上観光船がかつて運営していた水上バス（名古屋港ポートビル乗船センター - ブルーボネット）は、同園の休園日は運航していなかった。みなとめぐり遊覧船は、名古屋港を30分間ほど遊覧して、名古屋港ポートビル乗船センターに戻る遊覧船で、以前は金のシャチホコを象った金鯱号（3代目）が役目を担っていた伝統のある遊覧船であった。また、観光遊覧船の貸し切りクルーズ・貸し切り堀川遊覧船は、宴会・パーティー専用船のため、乗船する際は各運営会社に予約する必要がある。さらにこれ以外に、季節限定の貸し切りクルーズもある。
フェリー・定期船
- 太平洋フェリー
  - 仙台・苫小牧航路
    - 名古屋港フェリーターミナル

観光遊覧船
- 名鉄海上観光船（2006年廃止）
  - みなとめぐり遊覧船（heisei1号）
  - 貸し切りクルーズ（heisei1号・アルカンシェル号）
    - 名古屋港ポートビル乗船センター
- 東山ガーデン
  - 貸し切り堀川遊覧船 宮の渡し公園・白川公園・納屋橋航路（御座船 義丸号）
  - 貸し切り堀川遊覧船 宮の渡し公園航路（エンジェルハープ号）
  - 貸し切り堀川遊覧船 朝日橋（名古屋城）・納屋橋（都心）・白鳥（日本庭園・国際会議場）・宮の渡し公園航路（サムライクルーズ「信長」「秀吉」「家康」）
    - 名古屋港ポートビル乗船センター

## 観光

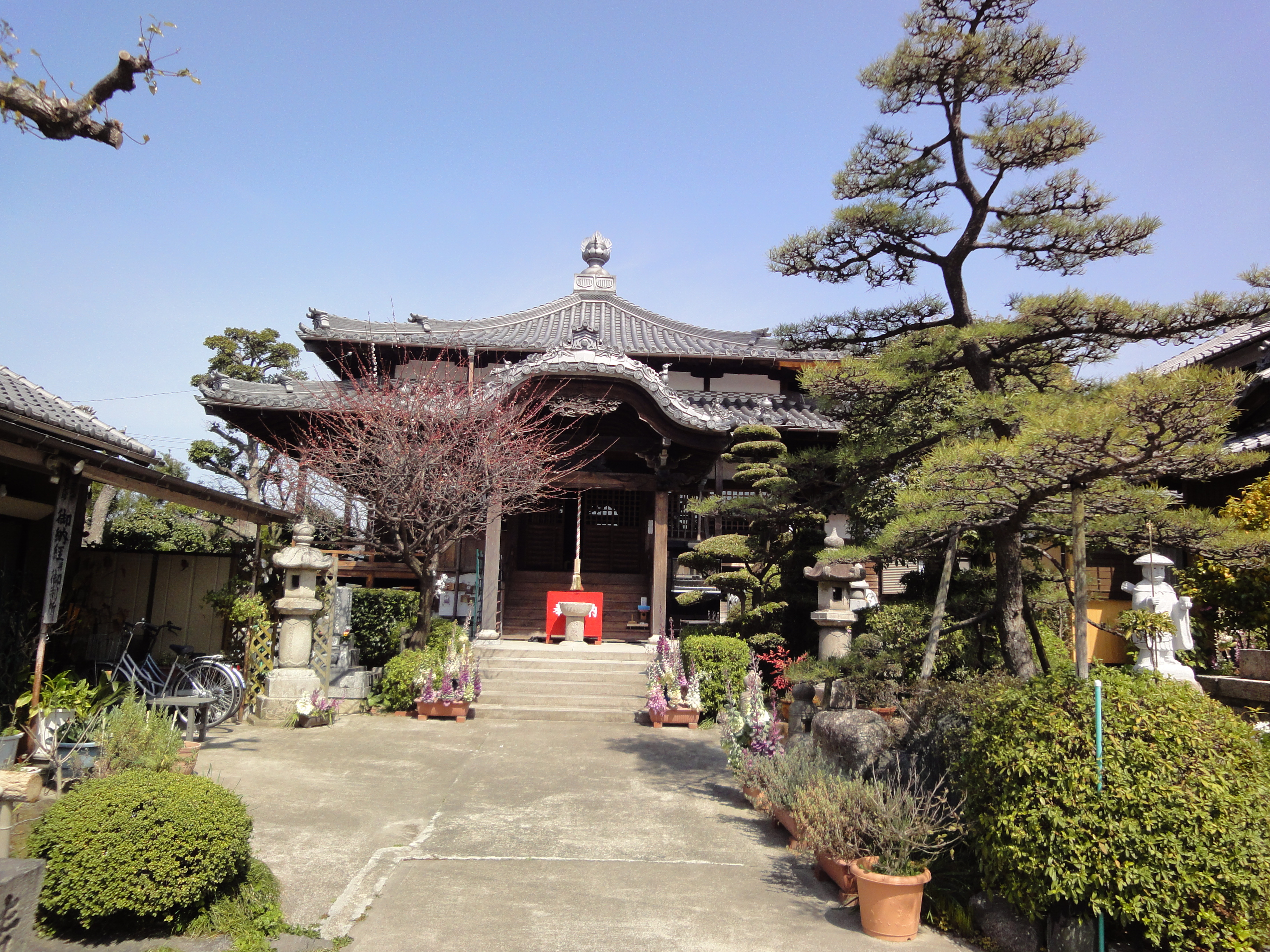
辯天寺

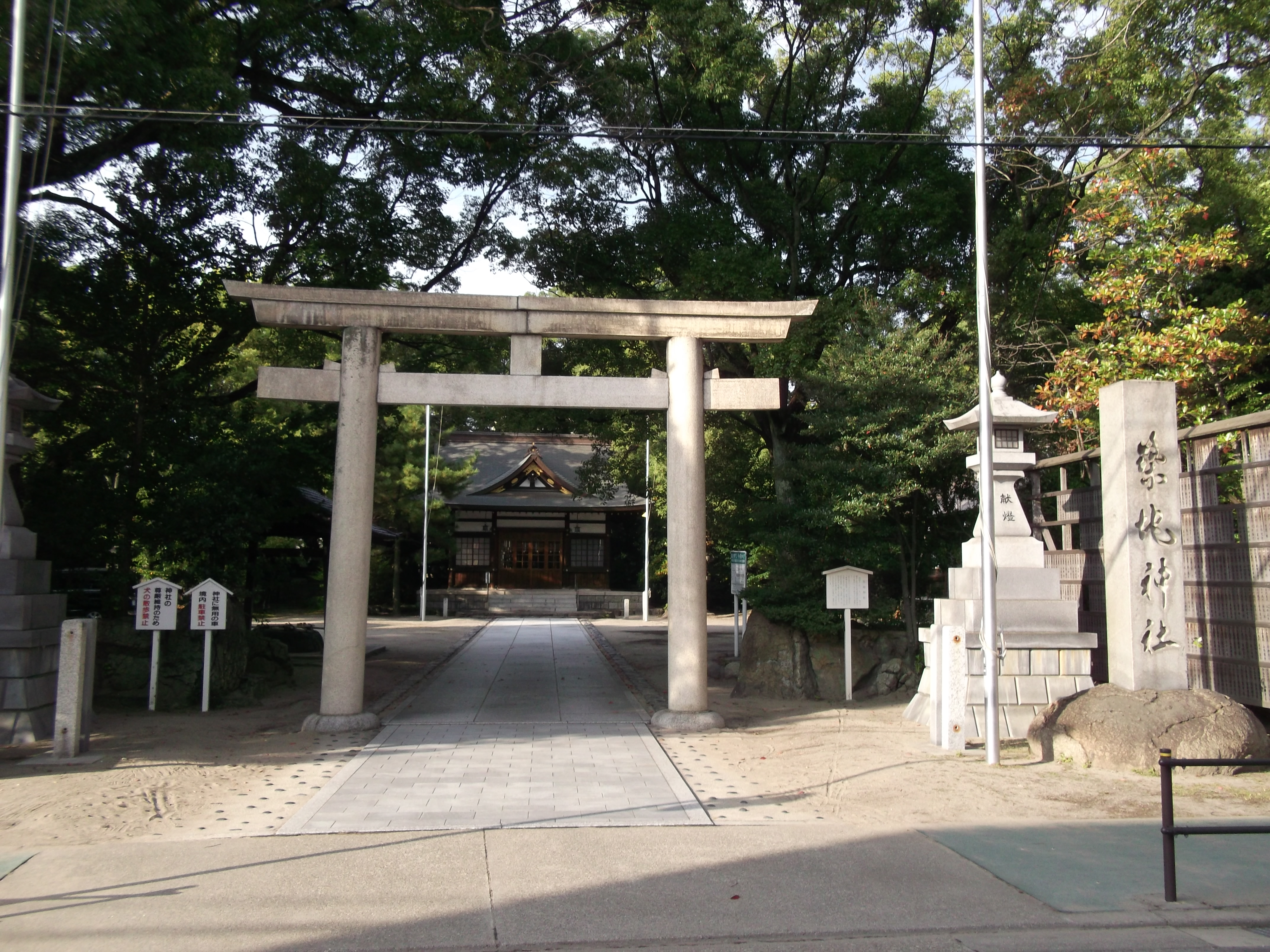
築地神社

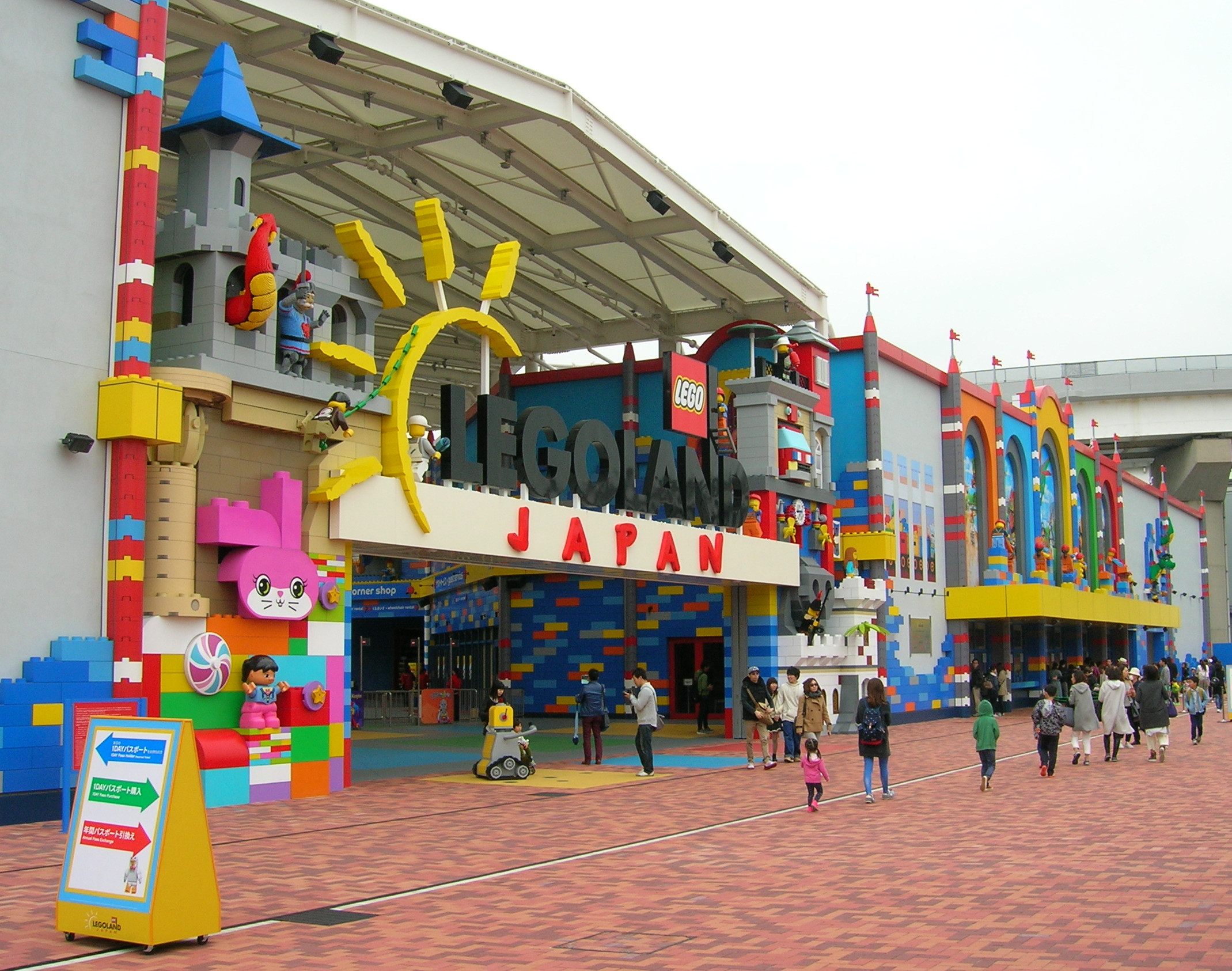
レゴランド・ジャパン

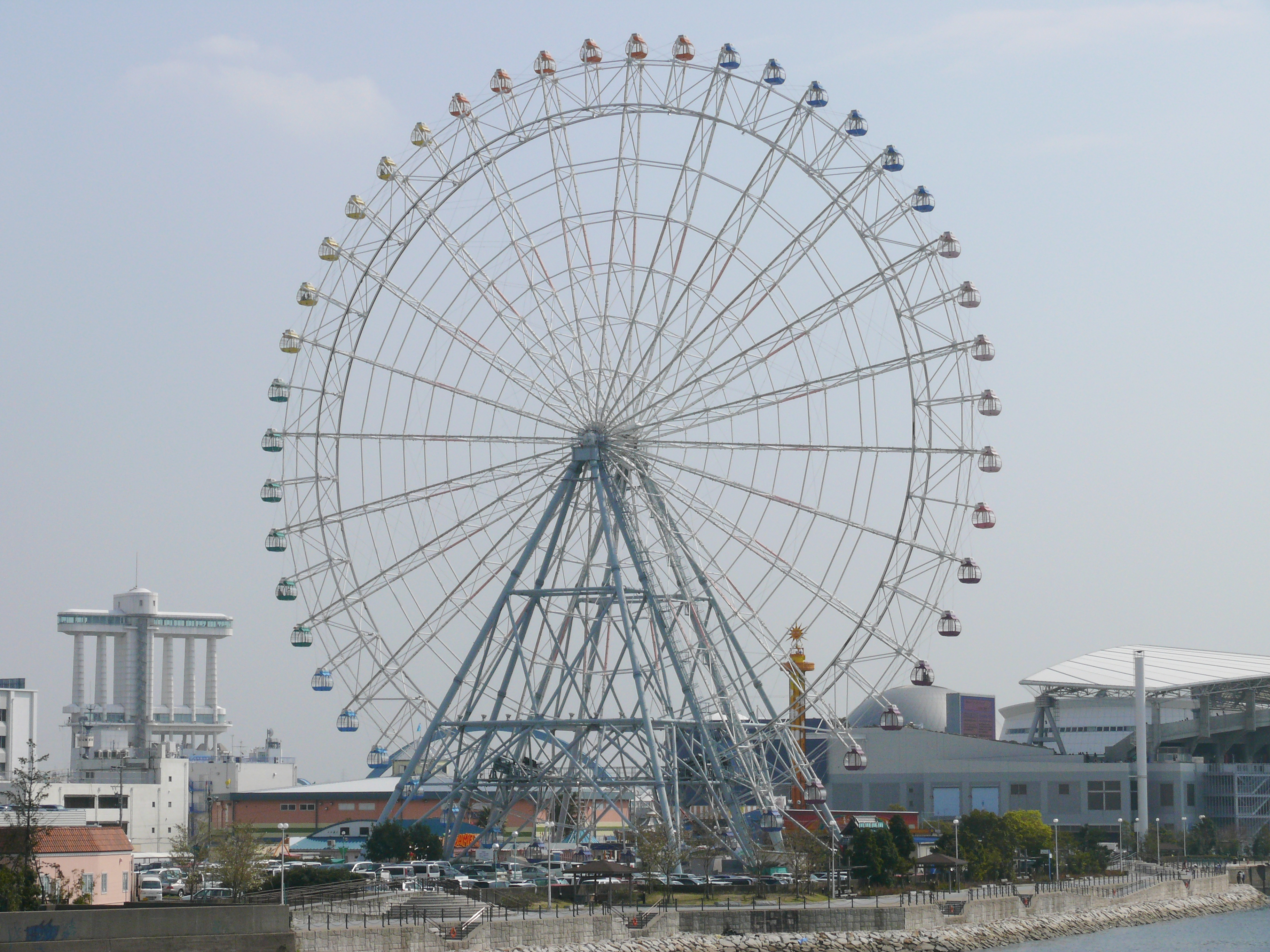
名古屋港シートレインランド

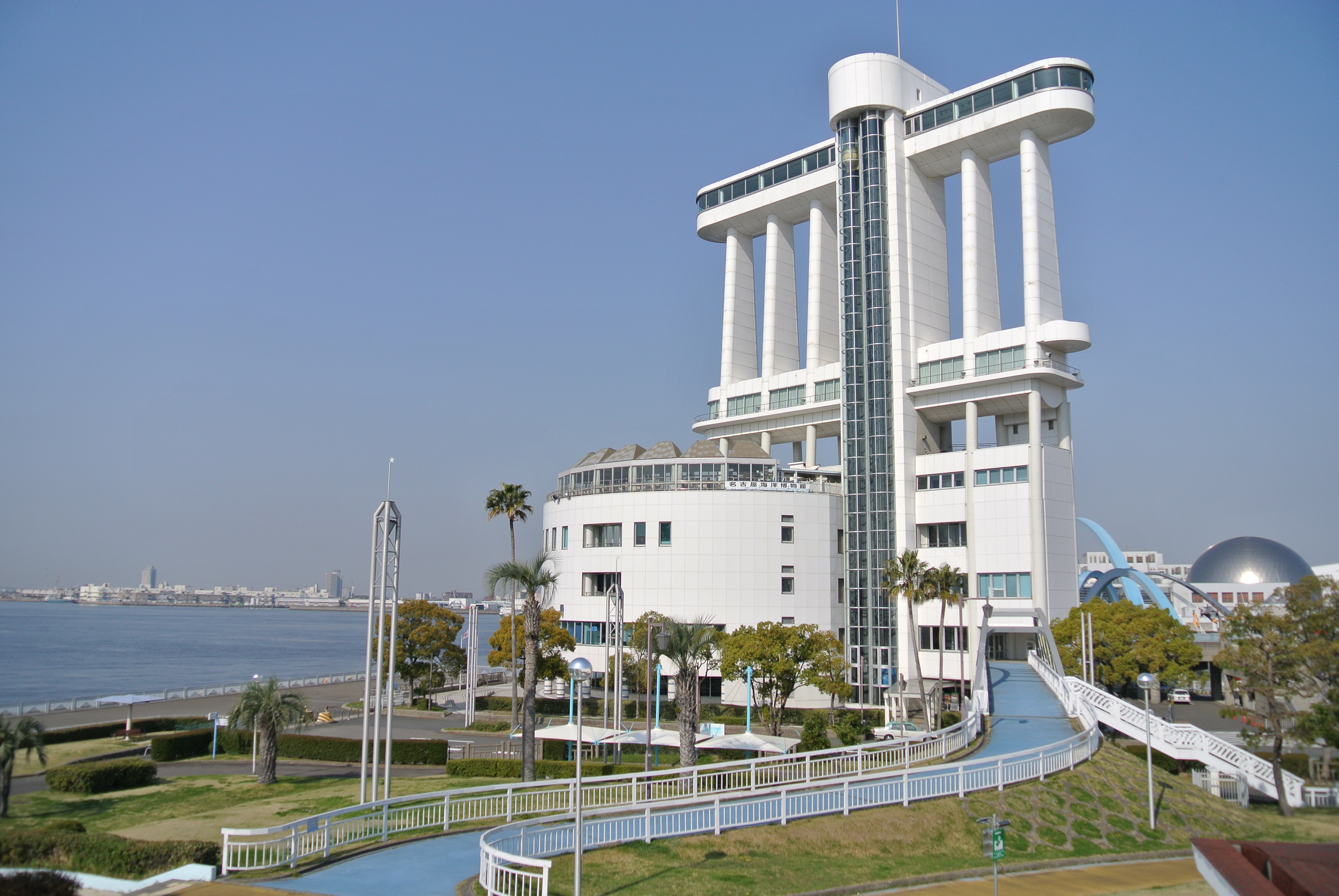
名古屋港ポートビル

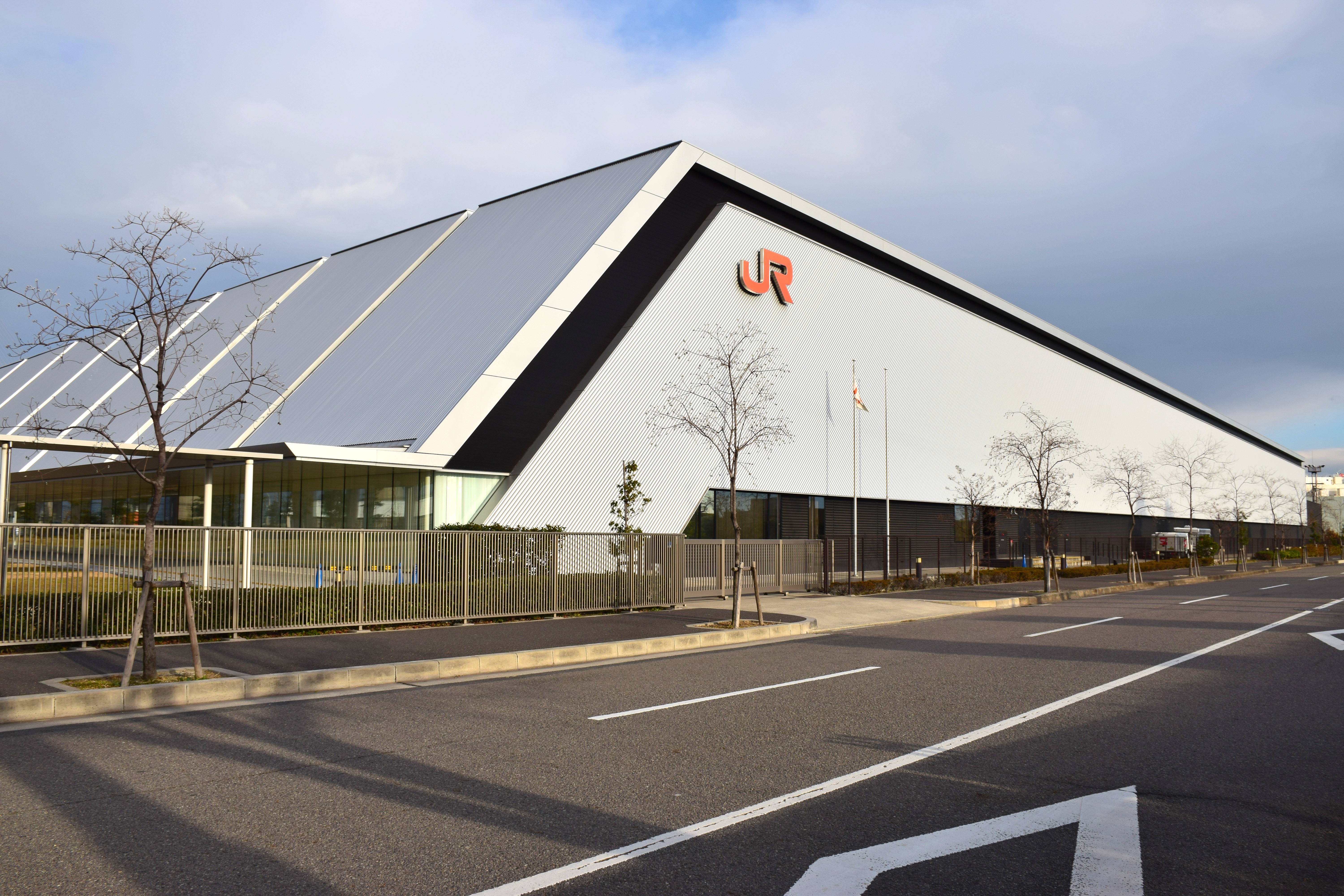
リニア鉄道館

### 名所・旧跡
主な寺院
- 円覚寺
- 幸福寺
- 地蔵寺
- 松林寺
- 善光寺
- 善通寺
- 大音寺
- 大光寺
- 辯天寺

主な神社
- 秋葉神社
- 稲荷神社
- 出雲神社
- 遠若神社
- 池鯉鮒神社
- 築地神社
- 素盞鳴神社
- 南陽神社

その他
- 稲永遊廓跡

### 観光スポット
ガーデン埠頭
- 名古屋港水族館
- 名古屋港ポートビル
  - 名古屋海洋博物館
  - 展望室
- 南極観測船ふじ
- ポートハウス
- JETTY
- ガーデン埠頭臨港緑園
- 名古屋港シートレインランド
- ボートピア名古屋

金城埠頭
- リニア・鉄道館
- レゴランド・ジャパン
- Maker's Pier
- 名古屋市国際展示場（ポートメッセなごや）

潮見埠頭
- 名古屋港ワイルドフラワーガーデン ブルーボネット

公園
- 荒子川公園
  - 荒子川公園ガーデンプラザ
  - フェニックスアイランド
- 稲永公園
  - 稲永スポーツセンター
  - 港サッカー場
  - 野鳥観察館
- 戸田川緑地
  - とだがわこどもランド
  - 名古屋市農業文化園

博物館
- 日本独楽博物館

## 文化・名物

### 祭事・催事
主な祭事
- 海の日名古屋みなと祭

### スポーツ
- F.C.ゴール - 当地が本拠地のアマチュアサッカークラブ

## 出身関連著名人

### 芸能
- 天野鎮雄 - 俳優、タレント
- 武井咲 - 女優、タレント、モデル
- 寺田心 - 子役
- 藤谷美紀 - 女優

### スポーツ
- 小池貴志 - 元プロ野球選手
- 森博人 - プロ野球選手

### その他
- 猪飼たね - 長寿日本一だった女性。旧寛政村出身。